# 大津市
大津市（日语：／ Ōtsu shi */?）是日本滋賀縣西南邊的城市，位於琵琶湖西南岸，也是滋賀縣的縣廳所在地。西側以比叡山與京都市相鄰，主要市區與京都市的市中心僅約10公里的距離，因此兩地往來密切，也被視為京都都市圈的範圍內。
自7世紀時天智天皇遷都至近江大津宮以來，大津市成為有超過1,300年歷史的古都，加上過去較少受到天災及戰爭的影響，現今仍有包括延曆寺、園城寺、日吉大社、石山寺等多個歷史古蹟，市内被列為國家指定文化財產的數量在全日本的市町村中僅次於京都市及奈良市。同時過去在和歌或俳句中常被描述到的近江八景也幾乎都位於大津市內，使當地成為同時具有歷史文化及自然景觀的城市。

## 人口
在日本2010年的國勢調查中，與2005年相比全市人口成長率為4.3%，在全日本各都道府縣廳所在地中，僅次於東京都區部及福岡市，排名第三。
| 大津市人口分布圖 |                                               |  |
| 大津市與日本全國年齡別人口分布比較圖 （2005年資料） | 大津市的年齡、男女別人口分布圖 （2005年資料） |  |
| ■紫色是大津市 ■綠色是全国 | ■藍色是男性 ■紅色是女性                       |  |
| 大津市人口變化 \| 1970年 \| 181,164人 \| \| \| 1975年 \| 201,599人 \| \| \| 1980年 \| 228,982人 \| \| \| 1985年 \| 250,715人 \| \| \| 1990年 \| 277,290人 \| \| \| 1995年 \| 295,574人 \| \| \| 2000年 \| 309,793人 \| \| \| 2005年 \| 323,719人 \| \| \| 2010年 \| 337,634人 \| \| \| 2015年 \| 340,973人 \| \| \| 2020年 \| 345,070人 \| \| |                                               |  |
| 資料來源：日本總務省統計中心提供之人口普查數據 |                                               |  |
| 1970年 | 181,164人                                     |  |
| 1975年 | 201,599人                                     |  |
| 1980年 | 228,982人                                     |  |
| 1985年 | 250,715人                                     |  |
| 1990年 | 277,290人                                     |  |
| 1995年 | 295,574人                                     |  |
| 2000年 | 309,793人                                     |  |
| 2005年 | 323,719人                                     |  |
| 2010年 | 337,634人                                     |  |
| 2015年 | 340,973人                                     |  |
| 2020年 | 345,070人                                     |  |

## 歷史

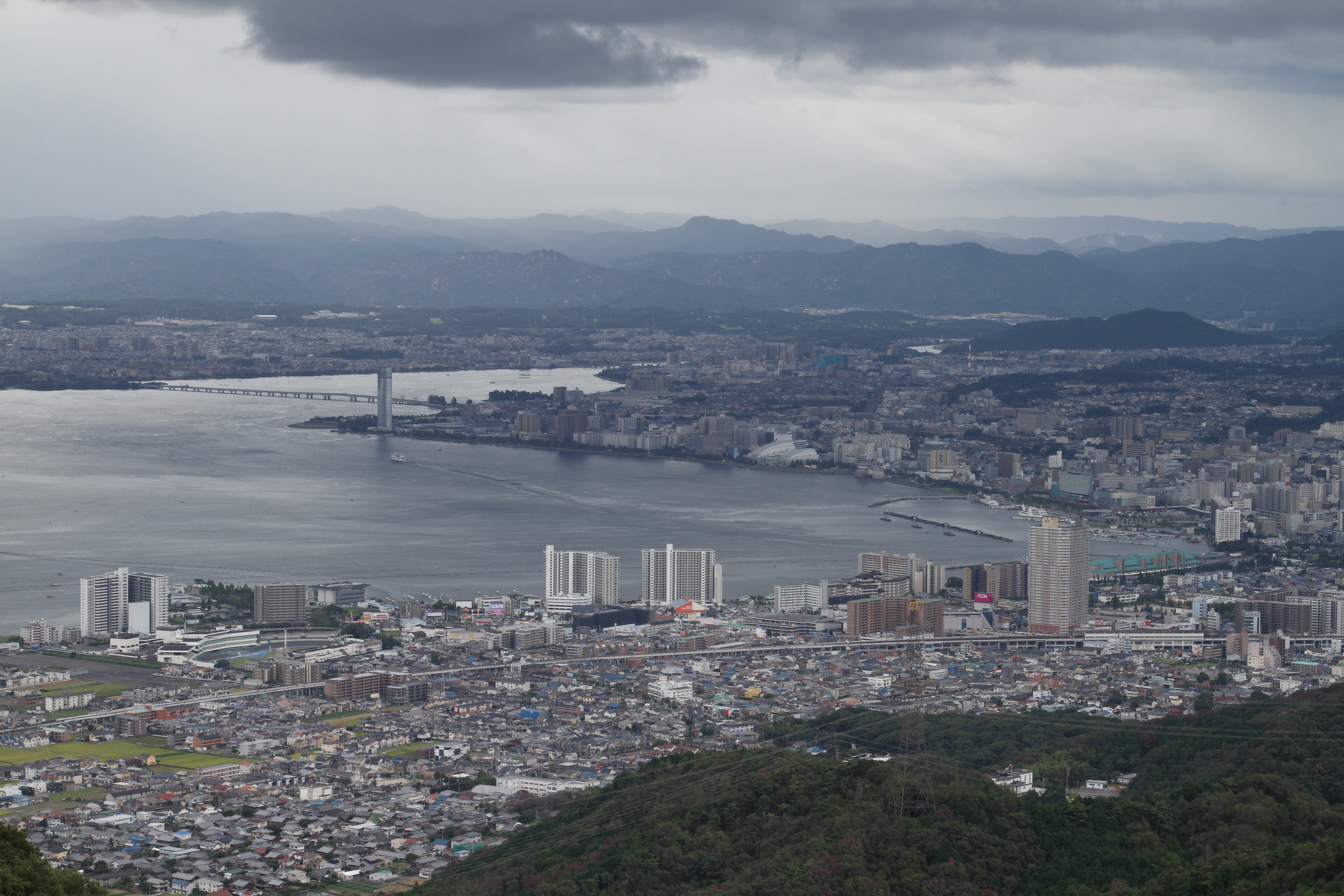
位於琵琶湖岸邊的大津市區

現在的大津市轄區過去在令制國時代屬於近江國，中部及北部地區屬於滋賀郡，南部地區則屬於栗太郡。
663年天智天皇在朝鮮半島的白江口之战敗給大唐、新羅聯軍後，開始致力於內政，一方面為了繼續延續大化革新希望可以擺脫舊勢力的影響，遠離過去的政治中心飛鳥地區，一方面也考慮萬一遭到大唐、新羅侵略的防禦策略，在667年在決定遷都至位於近江國滋賀郡的大津宮，並開始建立大津京，大津自此開始曾有五年的期間成為日本的政治中心；一直到672年天智天皇之子弘文天皇在壬申之亂中敗給天武天皇，天武天皇改將居所設於飛鳥的飛鳥淨御原宮，結束了大津成為日本首都的時代。
此後大津宮遭到棄置，該地也被改稱為古津，直到794年遷都至平安京後，才恢復大津的名稱，並作為京都的外港再次開始發展。
也是在8世紀末，僧人最澄在位於大津與平安京之間的比叡山建立延暦寺，開創日本的天台宗，延暦寺日後也成為天台宗的總本山。但在10世紀後，延暦寺逐漸發展出自己的武裝力量，擁有大量的「僧兵」，甚至可以與貴族及武士抗衡，後來也在戰國時期中成為一股獨立的勢力，但由於鄰近京都，也因此比叡山曾先後遭受足利義教、細川政元、織田信長的攻擊。12世紀末的源平合戰期間，也曾在此區域發生粟津之戰，源義仲也在此役中陣亡。
16世紀戰國時代末期，織田信長在1571年火燒比叡山後，將此地封給明智光秀，在此建立坂本城，一方面監控延曆寺，也藉此掌控琵琶湖水域的航運。在豐臣秀吉崛起後，坂本城曾先後交由杉原家次、淺野長政，1586年豐臣秀吉指示淺野長政在南方更靠近京都的大津新建大津城取代坂本城，此後大津城又先後封給增田長盛、新庄直頼、京極高次。
1600年關原之戰爆發前，京極高次站在德川家康一方而首當其衝讓大津城遭到西軍的攻擊，但也因此分散了西軍的兵力，間接的幫助德川家康在關原之戰中取勝。戰後德川家康改在較南方的瀨田川河口新建膳所城並設立膳所藩；而原先大津城的所在地由於為京都與琵琶湖水上交通的樞紐，在江戶時代成為幕府直屬的天領，並成為東海道五十三次其中的大津宿，同時在此也設立大津奉行負責管理位於近江國的幕府直屬領及旗本領地。
位於大津南側的膳所藩由於緊鄰京都，又位於琵琶湖以水運連接奈良、大阪的入口，在江戶時代都是由譜代大名負責此地，曾先後交由戶田一西、本多康俊、菅沼定芳負責，1651年後再度交由本多氏治理直到江戶時代結束。
而大津市的北部區域在1698年後曾封給同是譜代大名的堀田氏並設立堅田藩，但在1826年堀田氏改封至下野國後，藩廳亦隨之移至下野國的佐野，因而也更名為佐野藩，因此滋賀郡的北部區域成為佐野藩的飛地領地。
19世紀末明治維新後，新政府在大津先後設立了大津裁判所、大津縣取代原本幕府設立的大津奉行，1871年實施廢藩置縣後，原本屬於各藩的區域改隸屬膳所縣、佐野縣等；不過僅四個月後的府縣整併中，全數區域都被併入大津縣，並在一個月後更名為滋賀縣，大津也因此成為滋賀縣的縣廳所在地。
1889年日本實施町村制，在大津地區設立大津町，而現在的大津市轄區在當時還包括周邊的石山村、膳所村、滋賀村、坂本村、下阪本村、雄琴村、仰木村、堅田村、真野村、伊香立村、葛川村、和邇村、木戶村、小松村、大石村、下田上村、上田上村、瀨田村等18個行政區劃。
1891年當時的俄罗斯帝国皇太子尼古拉訪日期間來到琵琶湖旅遊，在返回京都行經大津町的途中遭到行刺未遂，此事件因而被稱為大津事件，大津事件後來成為日本確立司法法制制度的關鍵，國際上亦因此肯定了日本的司法權，促成後來修改不平等條約的基礎。
1898年大津町升格改制為大津市，此後開始陸續併入周邊的行政區劃，至1960年代時，除了位於最北端的和邇村、木戶村、小松村合併為志賀町外，其餘行政區劃都已被併入大津市；志賀町則在2006年也併入大津市，組成了現今大津市的轄區範圍。

### 變遷表
| 1889年4月1日 | 1889年 - 1912年            | 1912年 - 1944年            | 1912年 - 1944年            | 1945年 - 1954年            | 1955年 - 1989年            | 1955年 - 1989年            | 1989年 - 現在            | 現在   |
| ------------ | -------------------------- | -------------------------- | -------------------------- | -------------------------- | -------------------------- | -------------------------- | ------------------------ | ------ |
| 大津町       | 1898年10月1日 改制為大津市 | 1898年10月1日 改制為大津市 | 1933年4月1日 合併為大津市  | 1933年4月1日 合併為大津市  | 大津市                     | 大津市                     | 大津市                   | 大津市 |
| 滋賀村       | 滋賀村                     | 1932年5月10日 併入大津市   | 1933年4月1日 合併為大津市  | 1933年4月1日 合併為大津市  | 大津市                     | 大津市                     | 大津市                   | 大津市 |
| 石山村       | 石山村                     | 1930年1月1日 改制為石山町  | 1933年4月1日 合併為大津市  | 1933年4月1日 合併為大津市  | 大津市                     | 大津市                     | 大津市                   | 大津市 |
| 膳所村       | 1901年7月20日 改制為膳所町 | 1901年7月20日 改制為膳所町 | 1933年4月1日 合併為大津市  | 1933年4月1日 合併為大津市  | 大津市                     | 大津市                     | 大津市                   | 大津市 |
| 坂本村       | 坂本村                     | 坂本村                     | 坂本村                     | 1951年4月1日 併入大津市    | 大津市                     | 大津市                     | 大津市                   | 大津市 |
| 下阪本村     |                            |                            |                            | 1951年4月1日 併入大津市    | 大津市                     | 大津市                     | 大津市                   | 大津市 |
| 雄琴村       |                            |                            |                            | 1951年4月1日 併入大津市    | 大津市                     | 大津市                     | 大津市                   | 大津市 |
| 大石村       |                            |                            |                            | 1951年4月1日 併入大津市    | 大津市                     | 大津市                     | 大津市                   | 大津市 |
| 下田上村     |                            |                            |                            | 1951年4月1日 併入大津市    | 大津市                     | 大津市                     | 大津市                   | 大津市 |
| 仰木村       | 仰木村                     | 仰木村                     | 仰木村                     | 仰木村                     | 1955年4月1日 合併為堅田町  | 1967年4月1日 併入大津市    | 大津市                   | 大津市 |
| 堅田村       | 1901年7月20日 改制為堅田町 | 1901年7月20日 改制為堅田町 | 1901年7月20日 改制為堅田町 | 1901年7月20日 改制為堅田町 | 1955年4月1日 合併為堅田町  | 1967年4月1日 併入大津市    | 大津市                   | 大津市 |
| 真野村       |                            |                            |                            |                            | 1955年4月1日 合併為堅田町  | 1967年4月1日 併入大津市    | 大津市                   | 大津市 |
| 伊香立村     |                            |                            |                            |                            | 1955年4月1日 合併為堅田町  | 1967年4月1日 併入大津市    | 大津市                   | 大津市 |
| 葛川村       |                            |                            |                            |                            | 1955年4月1日 合併為堅田町  | 1967年4月1日 併入大津市    | 大津市                   | 大津市 |
| 上田上村     | 上田上村                   | 上田上村                   | 上田上村                   | 上田上村                   | 1955年4月1日 合併為瀨田町  | 1967年4月1日 併入大津市    | 大津市                   | 大津市 |
| 瀨田村       | 瀨田村                     | 1927年1月1日 改制為瀨田町  | 1927年1月1日 改制為瀨田町  | 1927年1月1日 改制為瀨田町  | 1955年4月1日 合併為瀨田町  | 1967年4月1日 併入大津市    | 大津市                   | 大津市 |
| 和邇村       | 和邇村                     | 和邇村                     | 和邇村                     | 和邇村                     | 1955年10月1日 合併為志賀町 | 1955年10月1日 合併為志賀町 | 2006年3月20日 併入大津市 | 大津市 |
| 木戶村       |                            |                            |                            |                            | 1955年10月1日 合併為志賀町 | 1955年10月1日 合併為志賀町 | 2006年3月20日 併入大津市 | 大津市 |
| 小松村       |                            |                            |                            |                            | 1955年10月1日 合併為志賀町 | 1955年10月1日 合併為志賀町 | 2006年3月20日 併入大津市 | 大津市 |

## 行政

### 歴任市長
| \| 官派市長 \| 官派市長 \| 官派市長 \| 官派市長 \| 官派市長 \| 官派市長 \| \| 任 \| 任 \| 姓名 \| 上任日期 \| 卸任日期 \| 備註 \| \| -------- \| -------- \| -------------------- \| -------------- \| -------------- \| ---------------------- \| \| 1 \| 1 \| 西村文四郎 \| 1899年1月24日 \| 1901年7月6日 \| \| \| 2 \| 2 \| 酒井岩造 \| 1901年8月29日 \| 1901年12月17日 \| \| \| 3 \| 3 \| 村田虎次郎 \| 1902年4月9日 \| 1908年1月10日 \| \| \| 4 \| 4 \| 西川太治郎（日语：西川太治郎） \| 1908年4月9日 \| 1910年11月7日 \| \| \| 5 \| 5 \| 田村善七 \| 1911年2月18日 \| 1912年8月13日 \| \| \| 6 \| 6 \| 小川靜次郎 \| 1913年1月16日 \| 1914年11月2日 \| \| \| 7 \| 7 \| 藤澤彌三郎 \| 1915年11月1日 \| 1916年12月27日 \| \| \| 8 \| 8 \| 服部慶太郎 \| 1917年7月25日 \| 1918年4月15日 \| \| \| 9 \| 9 \| 今屋友次郎（日语：今屋友次郎） \| 1918年9月11日 \| 1922年9月10日 \| \| \| 10 \| 10 \| 中井莊七 \| 1922年10月7日 \| 1926年10月6日 \| \| \| 11 \| 11 \| 奧野英太郎（日语：奥野英太郎） \| 1926年11月6日 \| 1929年11月4日 \| \| \| 12 \| 12 \| 西田與三郎 \| 1930年11月22日 \| 1933年3月31日 \| \| \| 13 \| 13 \| 堀田義次郎（日语：堀田義次郎） \| 1933年6月21日 \| 1942年11月19日 \| \| \| 14 \| 14 \| 早川清三 \| 1942年11月19日 \| 1946年11月18日 \| \| \| 15 \| 15 \| 森建一 \| 1946年12月14日 \| 1947年4月7日 \| \| \| 民選市長 \| \| \| \| \| \| \| 任 \| 屆 \| 姓名 \| 上任日期 \| 卸任日期 \| 備註 \| \| 16 \| 1 \| 森田象一 \| 1947年4月7日 \| 1949年8月12日 \| 因個人健康因素辭職 \| \| 17 \| 2 \| 佐治誠吉 \| 1949年9月9日 \| 1952年9月4日 \| 為參加眾議員選舉而辭職 \| \| 18 \| 3 \| 上原茂次 \| 1952年10月14日 \| 1956年10月5日 \| \| \| 18 \| 4 \| 上原茂次 \| 1956年10月6日 \| 1960年10月5日 \| \| \| 18 \| 5 \| 上原茂次 \| 1960年10月6日 \| 1964年10月5日 \| \| \| 19 \| 6 \| 西田善一 \| 1964年10月6日 \| 1968年10月5日 \| \| \| 19 \| 7 \| 西田善一 \| 1968年10月6日 \| 1972年10月5日 \| \| \| 20 \| 8 \| 山田耕三郎 \| 1972年10月6日 \| 1976年10月5日 \| \| \| 20 \| 9 \| 山田耕三郎 \| 1976年10月6日 \| 1980年4月15日 \| 為參加參議員選舉而辭職 \| \| 21 \| 10 \| 山田豐三郎 \| 1980年6月15日 \| 1984年6月14日 \| \| \| 21 \| 11 \| 山田豐三郎 \| 1984年6月15日 \| 1988年6月14日 \| \| \| 21 \| 12 \| 山田豐三郎 \| 1988年6月15日 \| 1992年6月14日 \| \| \| 21 \| 13 \| 山田豐三郎 \| 1992年6月15日 \| 1996年6月14日 \| \| \| 21 \| 14 \| 山田豐三郎 \| 1996年6月15日 \| 2000年6月14日 \| \| \| 21 \| 15 \| 山田豐三郎 \| 2000年6月15日 \| 2003年12月26日 \| 因個人健康因素辭職 \| \| 22 \| 16 \| 目片信 \| 2004年1月25日 \| 2008年1月24日 \| \| \| 22 \| 17 \| 目片信 \| 2008年1月25日 \| 2012年1月24日 \| \| \| 23 \| 18 \| 越直美 \| 2012年1月25日 \| 2016年1月24日 \| \| \| 23 \| 19 \| 越直美 \| 2016年1月25日 \| 2020年1月24日 \| \| \| 24 \| 20 \| 佐藤健司（日语：佐藤健司 (政治家)） \| 2020年1月25日 \| 現任 \| \| |    |            |                |                |                        |
| 官派市長 |    |            |                |                |                        |
| 任 | 任 | 姓名       | 上任日期       | 卸任日期       | 備註                   |
| 1 | 1  | 西村文四郎 | 1899年1月24日  | 1901年7月6日   |                        |
| 2 | 2  | 酒井岩造   | 1901年8月29日  | 1901年12月17日 |                        |
| 3 | 3  | 村田虎次郎 | 1902年4月9日   | 1908年1月10日  |                        |
| 4 | 4  | 西川太治郎 | 1908年4月9日   | 1910年11月7日  |                        |
| 5 | 5  | 田村善七   | 1911年2月18日  | 1912年8月13日  |                        |
| 6 | 6  | 小川靜次郎 | 1913年1月16日  | 1914年11月2日  |                        |
| 7 | 7  | 藤澤彌三郎 | 1915年11月1日  | 1916年12月27日 |                        |
| 8 | 8  | 服部慶太郎 | 1917年7月25日  | 1918年4月15日  |                        |
| 9 | 9  | 今屋友次郎 | 1918年9月11日  | 1922年9月10日  |                        |
| 10 | 10 | 中井莊七   | 1922年10月7日  | 1926年10月6日  |                        |
| 11 | 11 | 奧野英太郎 | 1926年11月6日  | 1929年11月4日  |                        |
| 12 | 12 | 西田與三郎 | 1930年11月22日 | 1933年3月31日  |                        |
| 13 | 13 | 堀田義次郎 | 1933年6月21日  | 1942年11月19日 |                        |
| 14 | 14 | 早川清三   | 1942年11月19日 | 1946年11月18日 |                        |
| 15 | 15 | 森建一     | 1946年12月14日 | 1947年4月7日   |                        |
| 民選市長 |    |            |                |                |                        |
| 任 | 屆 | 姓名       | 上任日期       | 卸任日期       | 備註                   |
| 16 | 1  | 森田象一   | 1947年4月7日   | 1949年8月12日  | 因個人健康因素辭職     |
| 17 | 2  | 佐治誠吉   | 1949年9月9日   | 1952年9月4日   | 為參加眾議員選舉而辭職 |
| 18 | 3  | 上原茂次   | 1952年10月14日 | 1956年10月5日  |                        |
| 18 | 4  | 上原茂次   | 1956年10月6日  | 1960年10月5日  |                        |
| 18 | 5  | 上原茂次   | 1960年10月6日  | 1964年10月5日  |                        |
| 19 | 6  | 西田善一   | 1964年10月6日  | 1968年10月5日  |                        |
| 19 | 7  | 西田善一   | 1968年10月6日  | 1972年10月5日  |                        |
| 20 | 8  | 山田耕三郎 | 1972年10月6日  | 1976年10月5日  |                        |
| 20 | 9  | 山田耕三郎 | 1976年10月6日  | 1980年4月15日  | 為參加參議員選舉而辭職 |
| 21 | 10 | 山田豐三郎 | 1980年6月15日  | 1984年6月14日  |                        |
| 21 | 11 | 山田豐三郎 | 1984年6月15日  | 1988年6月14日  |                        |
| 21 | 12 | 山田豐三郎 | 1988年6月15日  | 1992年6月14日  |                        |
| 21 | 13 | 山田豐三郎 | 1992年6月15日  | 1996年6月14日  |                        |
| 21 | 14 | 山田豐三郎 | 1996年6月15日  | 2000年6月14日  |                        |
| 21 | 15 | 山田豐三郎 | 2000年6月15日  | 2003年12月26日 | 因個人健康因素辭職     |
| 22 | 16 | 目片信     | 2004年1月25日  | 2008年1月24日  |                        |
| 22 | 17 | 目片信     | 2008年1月25日  | 2012年1月24日  |                        |
| 23 | 18 | 越直美     | 2012年1月25日  | 2016年1月24日  |                        |
| 23 | 19 | 越直美     | 2016年1月25日  | 2020年1月24日  |                        |
| 24 | 20 | 佐藤健司   | 2020年1月25日  | 現任           |                        |

## 交通

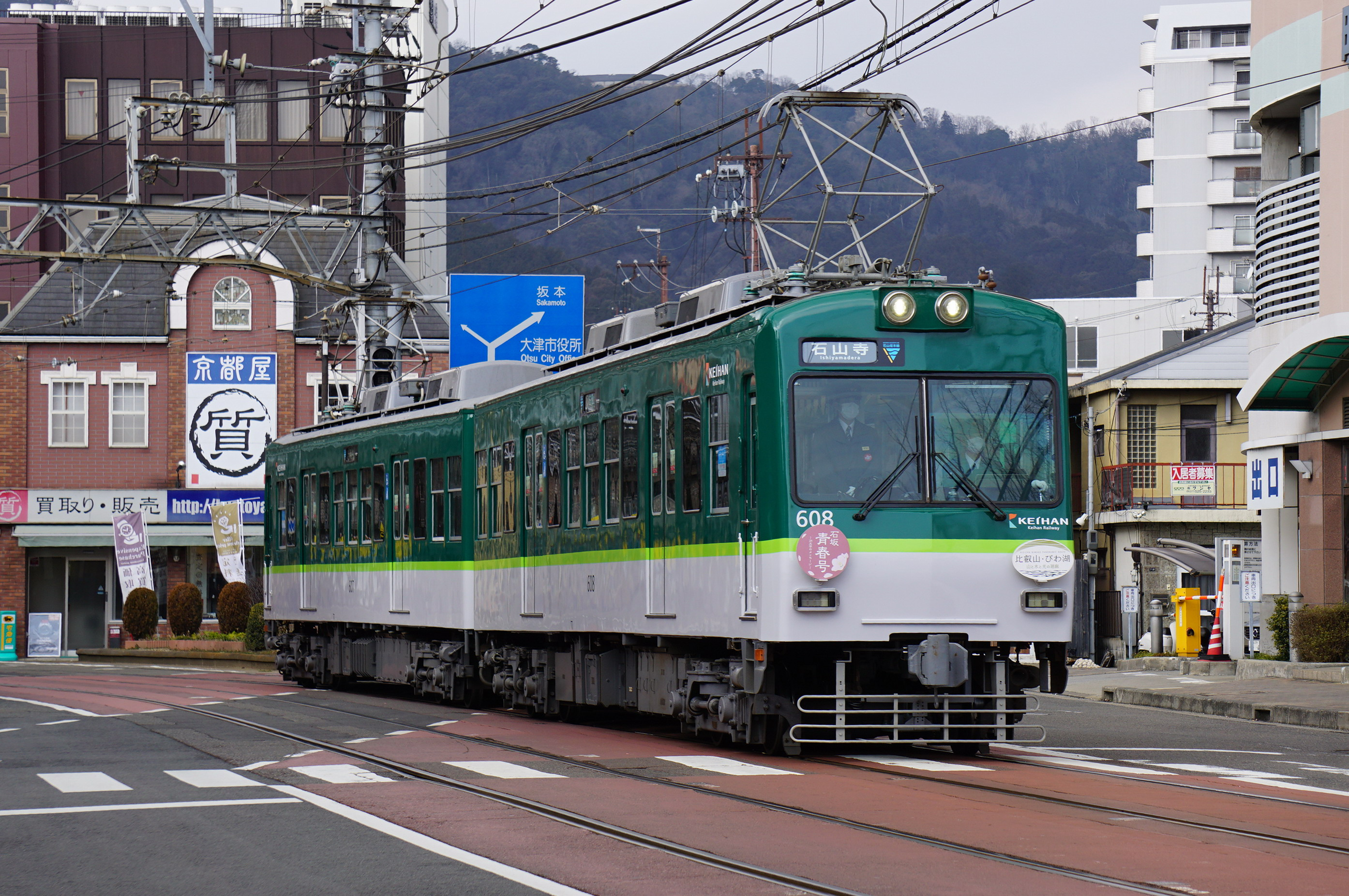
行駛於大津市區內的京阪電氣鐵道電車

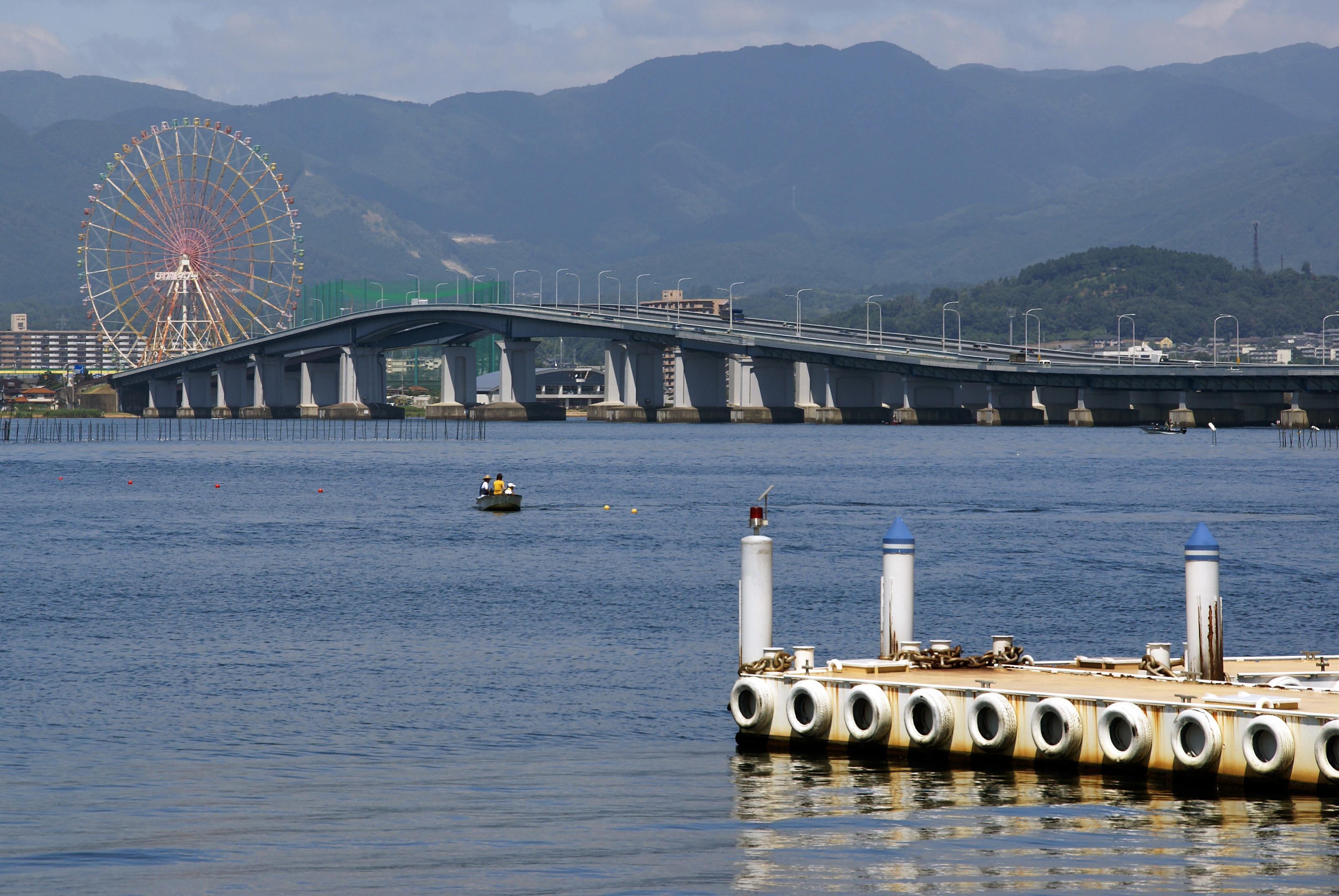
琵琶湖大橋

大津市內西日本旅客鐵道和京阪電氣鐵道兩家鐵路業者所經營的鐵路路線，皆可往西接入京都市，自大津市區進入京都車站只需要十分鐘。西日本旅客鐵道的琵琶湖線可以往東沿著琵琶湖的南岸前往滋賀縣的東部地區，湖西線則是往北沿著琵琶湖的西岸前往滋賀縣的北部地區，不過西日本旅客鐵道的這兩條鐵路路線無法在轄內換乘，必須至京都市的山科車站才能換乘。京阪電氣鐵道的京津線和石山坂本线也被合稱為大津線，其中石山坂本线的路線貫穿大津市的主要市區，車站的密度也較高。
過去在轄區北部曾有江若鐵道經營沿著琵琶湖西岸的鐵路，一樣可以自現在的市中心一路往北進入現在滋賀縣北部的高島市今津町地區，不過此條路線已經在1969年停駛，江若鐵道後來也改組為江若交通。
東海道新幹線雖然通過轄內，但未在轄內設有車站，不過由於只需十分鐘就可以從大津車站抵達京都車站，因此京都車站也成為前往大津市的主要轉乘車站。
公路方面有名神高速公路自市區南側的山麓通過，西接京都市，往東可以通往滋賀縣東部地區，或是經由位於草津市內的草津系統交流道往南接入新名神高速公路，目前新名神高速公路正規畫將從轄區南部的山區通過。
轄區中部及北側則有國道161號可從市區一路往北前往滋賀縣北部，南部則有國道1號可以連結至三重縣；在轄區中部的堅田地區還有琵琶湖大橋可以往東跨越琵琶湖直接進入守山市。
市區內的客運路線主要由京阪巴士和近江鐵道巴士兩家業者所經營，東南部地區還有帝產湖南交通經營往返於滋賀縣南部地區的路線，北部則有江若交通經營滋賀縣西部地區的路線。

### 鐵路
- 西日本旅客鐵道
  - 東海道本線（琵琶湖線）：（←草津市） - 瀨田車站 - 石山車站 - 膳所車站 - 大津車站 - （京都市→）
  - 湖西線：（京都市） - 大津京車站 - 唐崎車站 - 比叡山坂本車站 - 雄琴溫泉車站 - 堅田車站 - 小野車站 - 和邇車站 - 蓬萊車站 - 志賀車站 - 比良車站 - 近江舞子車站 - 北小松車站 - （高島市→）
- 京阪電氣鐵道
  - 京津線：（京都市） - 追分車站 - 大谷車站 - 上榮町車站 - 琵琶湖濱大津車站
  - 石山坂本線：石山寺車站 - 唐橋前車站 - 京阪石山車站 - 粟津車站 - 瓦濱車站 - 中之庄車站 - 膳所本町車站 - 錦車站 - 京阪膳所車站 - 石場車站 - 島之關車站 - 琵琶湖濱大津車站 - 三井寺車站 - 大津市役所前車站 - 京阪大津京車站 - 近江神宮前車站 - 南滋賀車站 - 滋賀里車站 - 穴太車站 - 松之馬場車站 - 坂本比叡山口車站

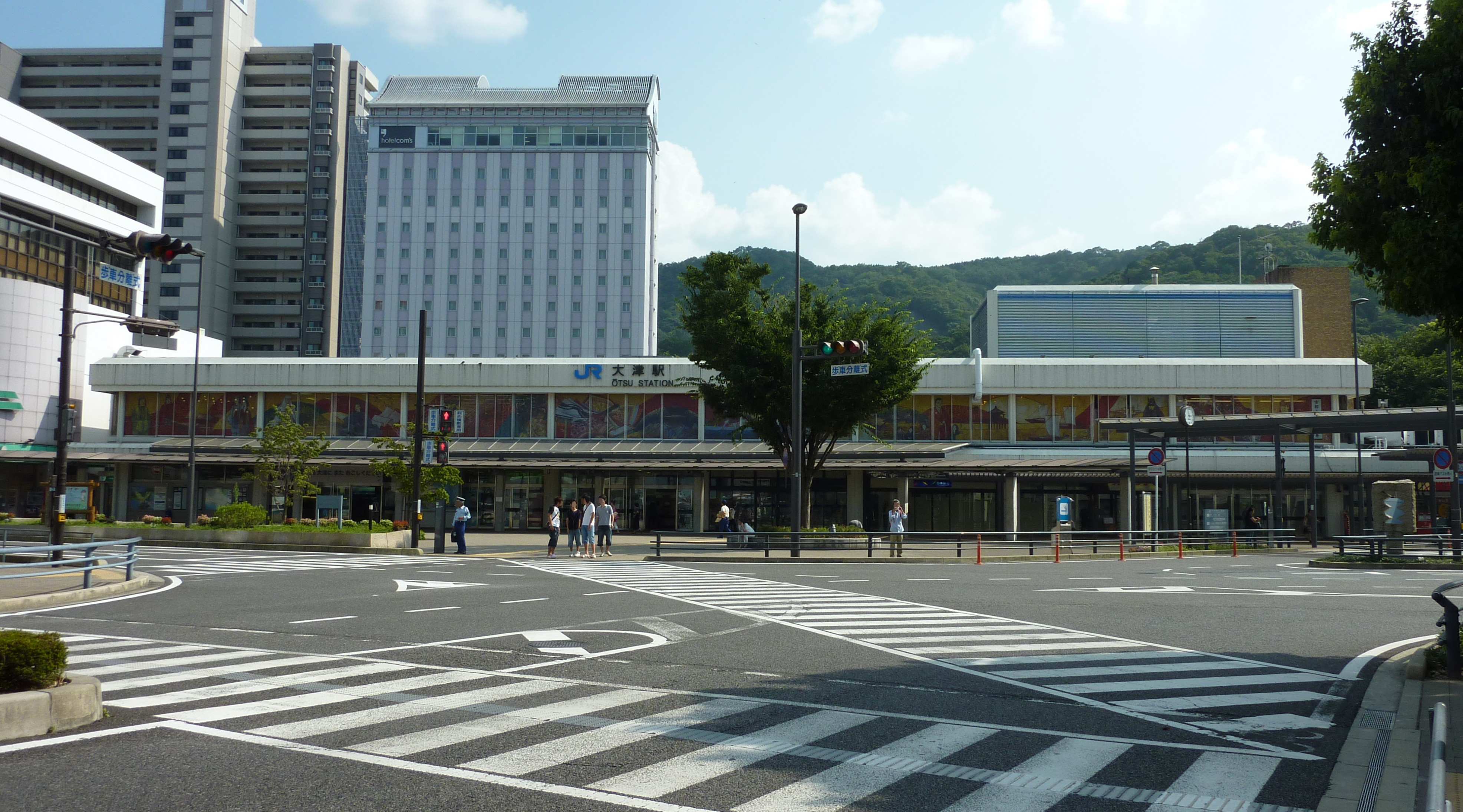
大津車站
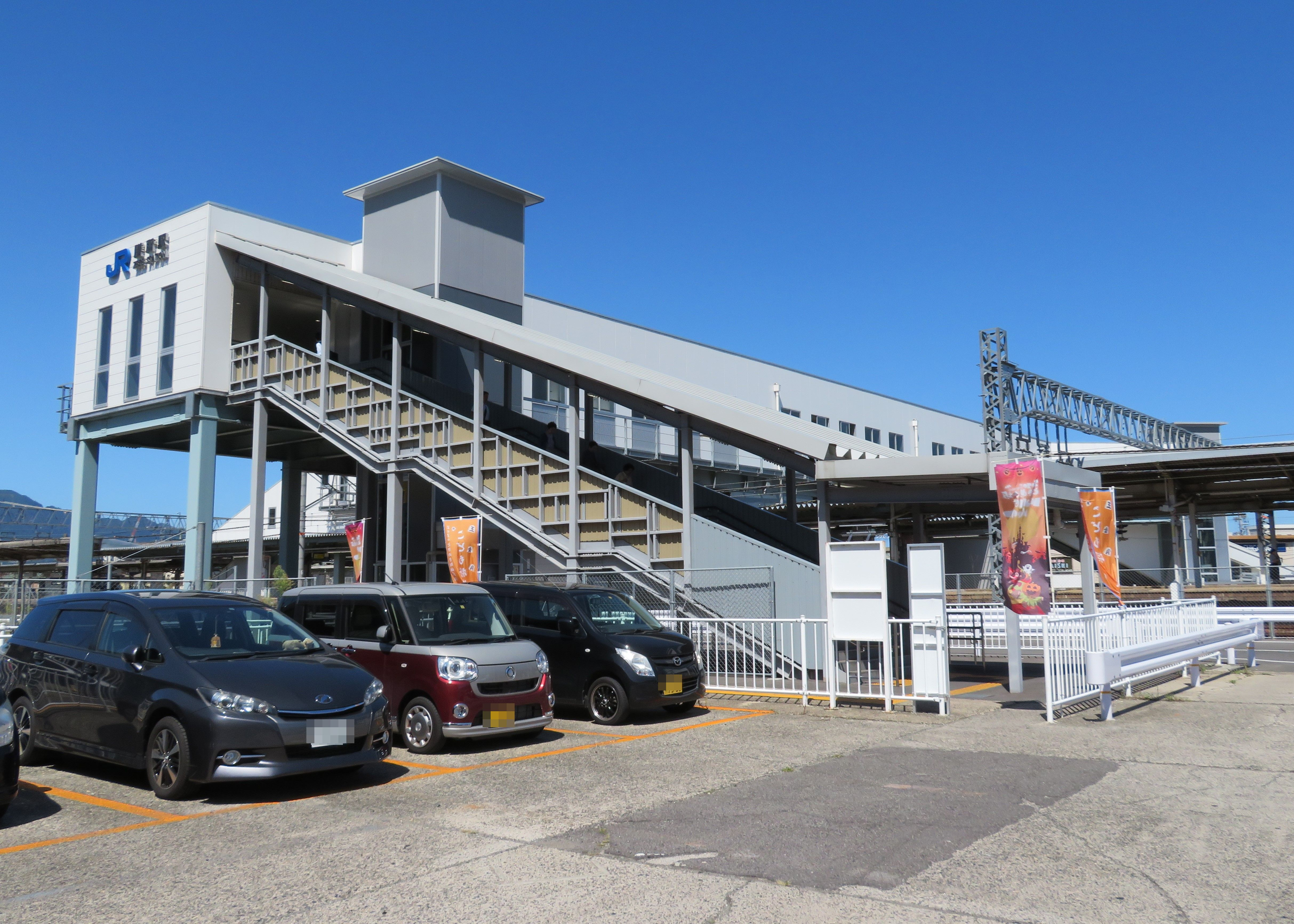
膳所車站
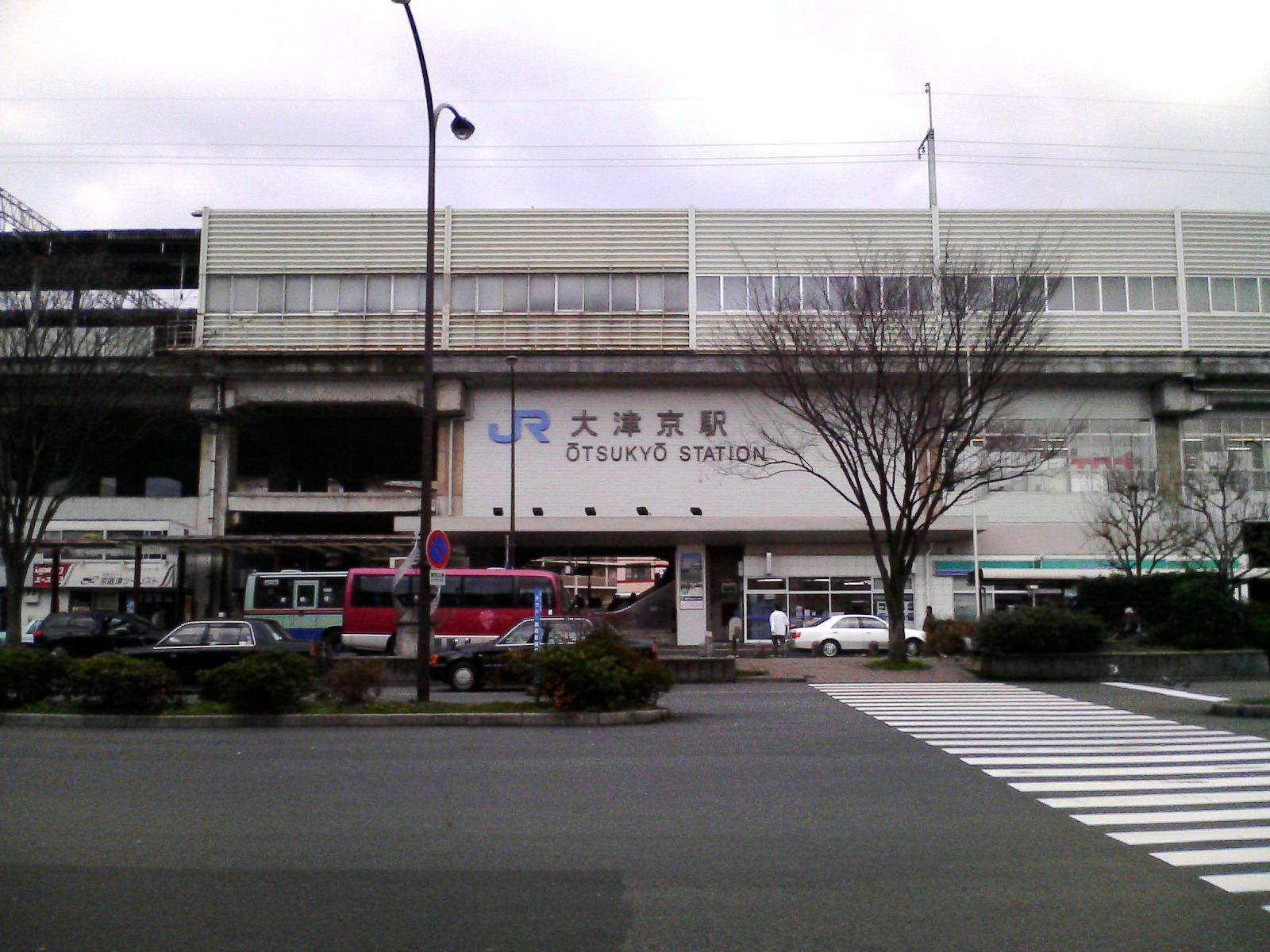
大津京車站
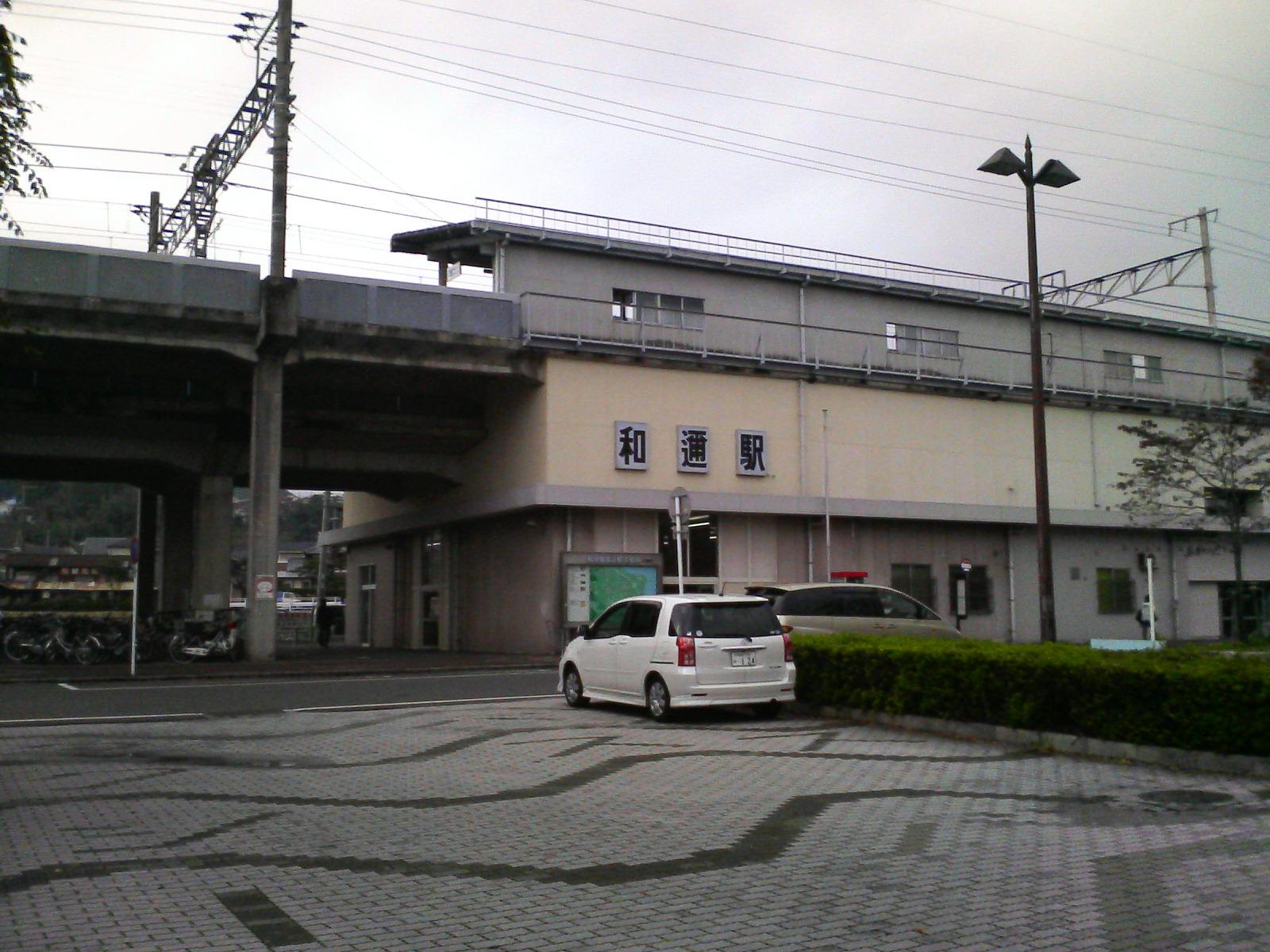
和邇車站
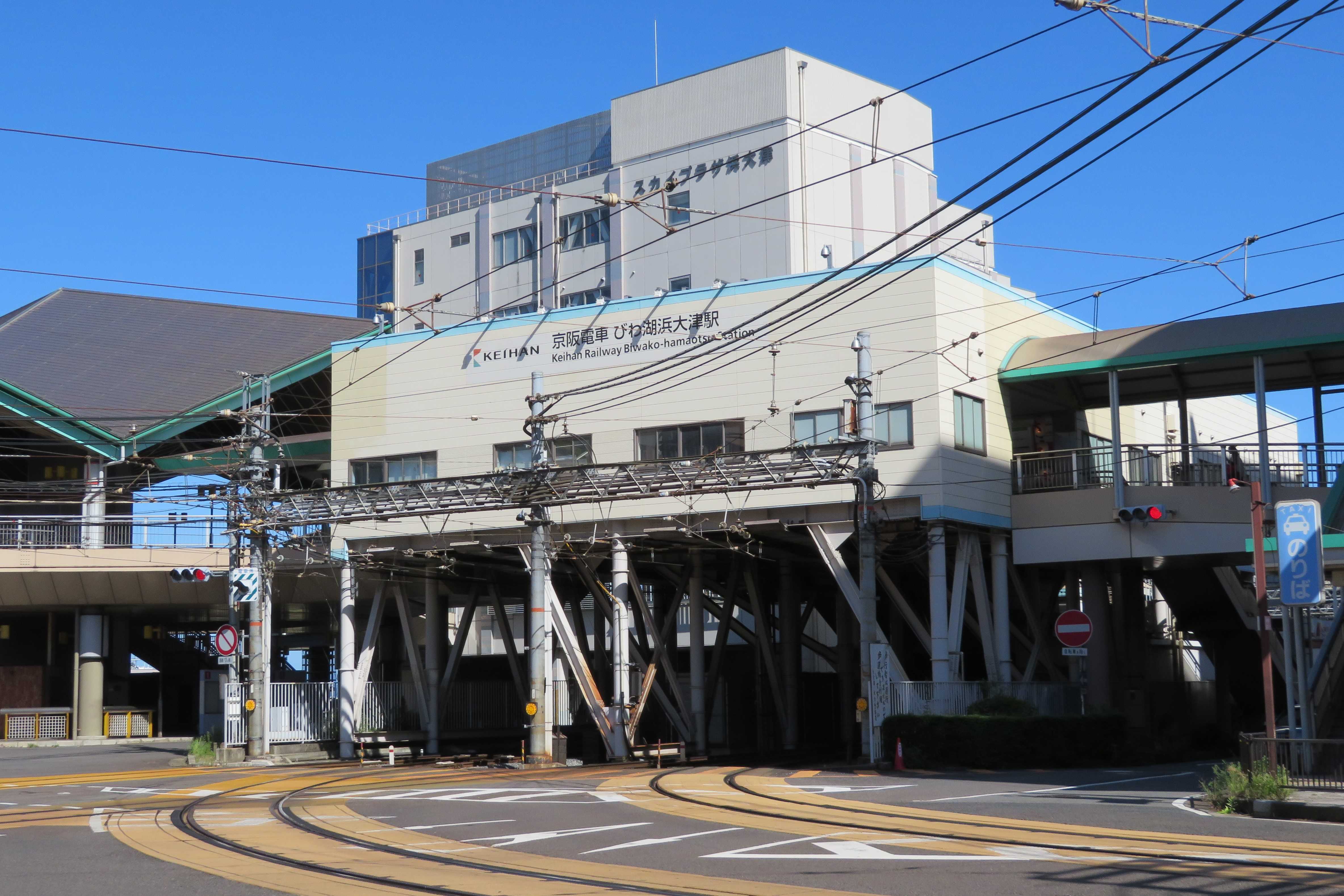
琵琶湖濱大津車站
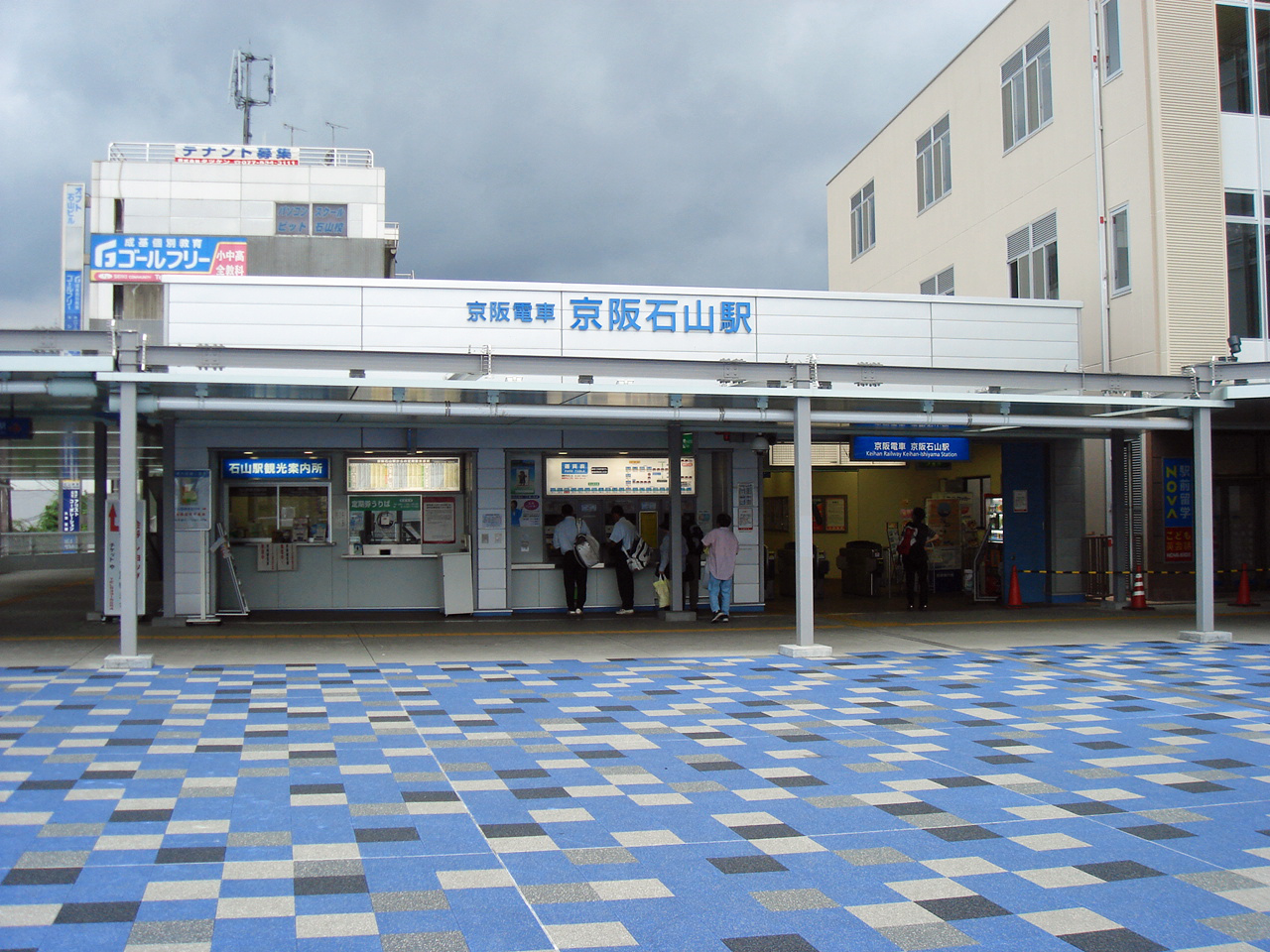
京阪石山車站
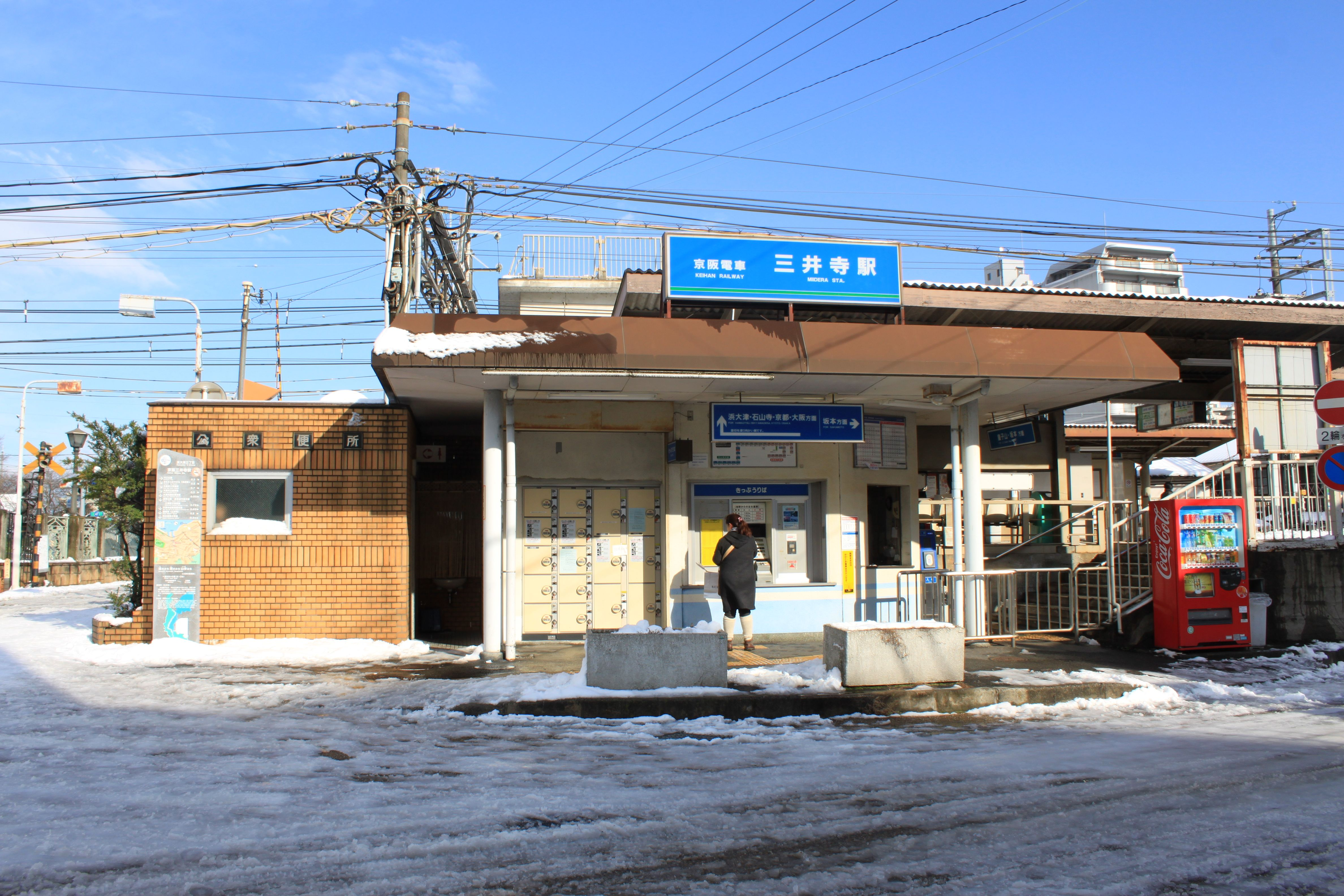
三井寺車站

### 公路
高速公路
- 名神高速公路：（草津市） - 草津休息區（日语：草津パーキングエリア） - 瀨田東系統交流道（日语：瀬田東ジャンクション） - 瀨田西交流道 - 大津交流道 - （京都市）
- 新名神高速公路：（栗東市） - 大津系統交流道
  - 大津聯絡道：（草津市） - 大津系統交流道

## 觀光資源
大津最主要的觀光特色為琵琶湖以及多個有超過千年歷史的寺院或神社，市區即分布於琵琶湖岸，琵琶湖國定公園也是日本最早設立的國定公園之一，在湖岸邊有多處步道可供遊客散步或騎乘自行車，也有遊艇可以到湖中欣賞湖中景色，每年八月也會在湖畔舉行琵琶湖煙火大會。
過去常在和歌或俳句中描述到的近江八景中，有七個位於大津市內，包括位於石山寺的「石山秋月」、位於瀨田的唐橋的「勢多（瀨田）夕照」、位於粟津原的「粟津晴嵐」、位於園城寺的「三井晩鐘」、位於唐崎神社的「唐崎夜雨」、位於滿月寺浮御堂的「堅田落雁」、位於比良山地的「比良暮雪」。
位於比叡山的延曆寺為天台宗的總本山，整座比叡山都屬於延曆寺，範圍內有約100座建築物；延曆寺一般也被認為是日本佛教的母山，已在1994年已「古京都遺址（京都、宇治和大津市）之名被登陸為世界遺產。
位於市區北側的近江神宮雖然建於1940年，雖然其歷史還不到百年，但是其為日本在舉行紀元二千六百年紀念行事活動時所建立，也被列為勅祭社。同時由於神宮主祭的天智天皇為和歌集《小倉百人一首》中第一首和歌的作者，因而成為競技歌牌多項賽事的比賽場地，包括名人位決定戰與女王位決定戰、全國高等學校小倉百人一首歌牌錦標賽都在此舉行，近年也因為動漫畫作品《花牌情緣》而提高了知名度。
雄琴溫泉據說是在1,200年前由建立延曆寺的僧人最澄所發現，溫泉區即位於琵琶湖岸邊，為滋賀縣內規模最大的溫泉區，現有約十家的溫泉旅館業者。

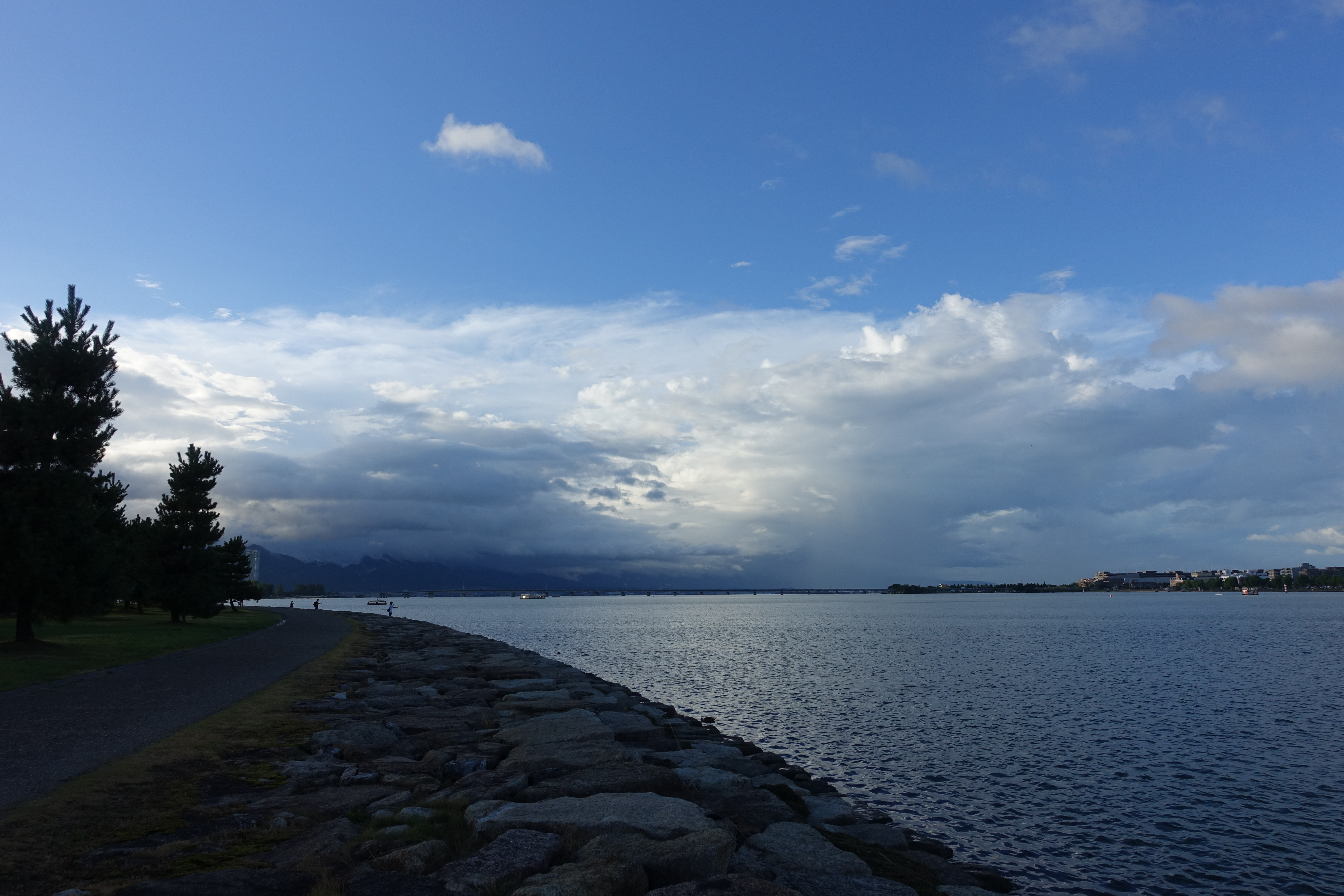
大津湖岸渚公園
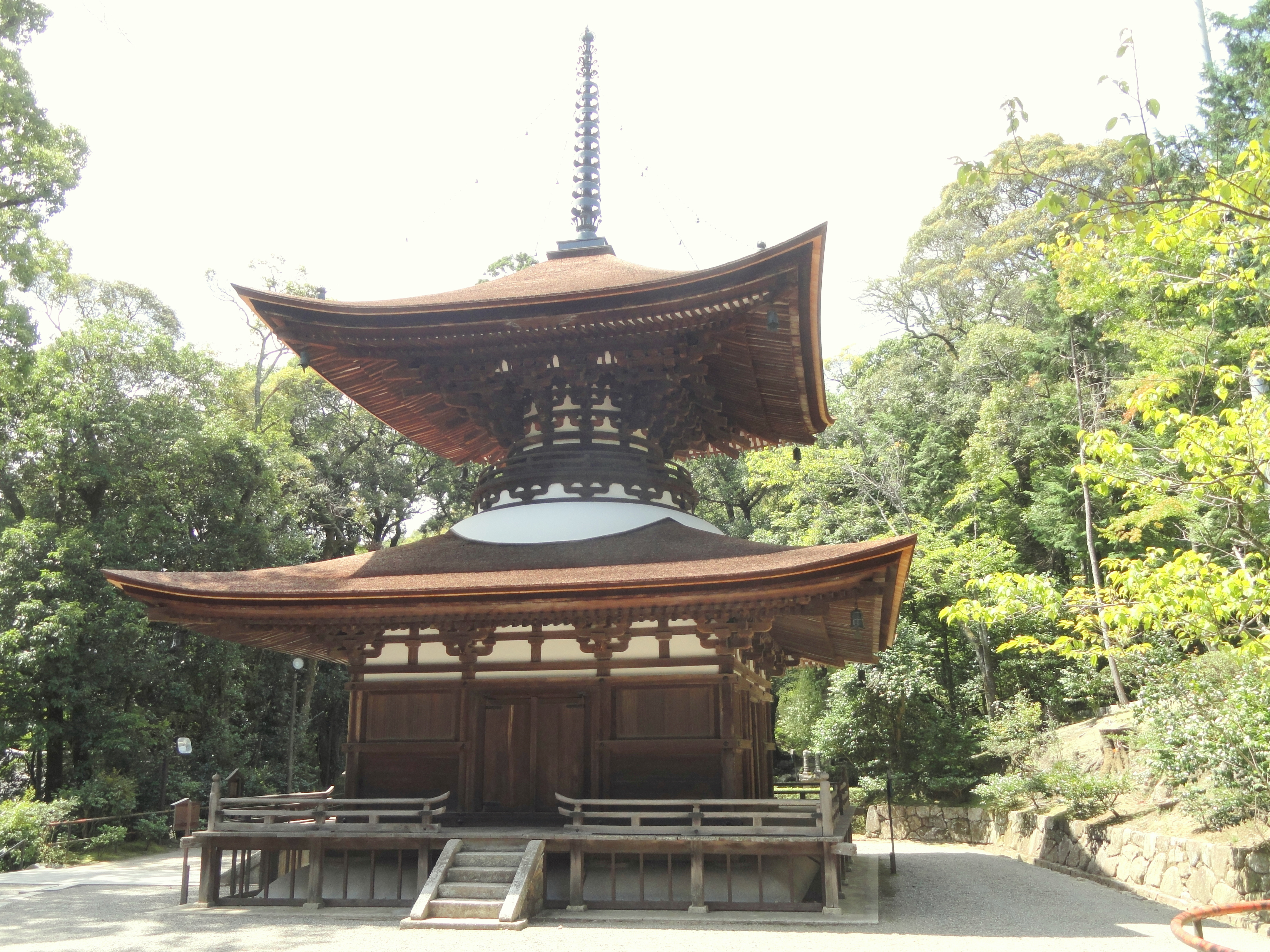
石山寺多寶塔
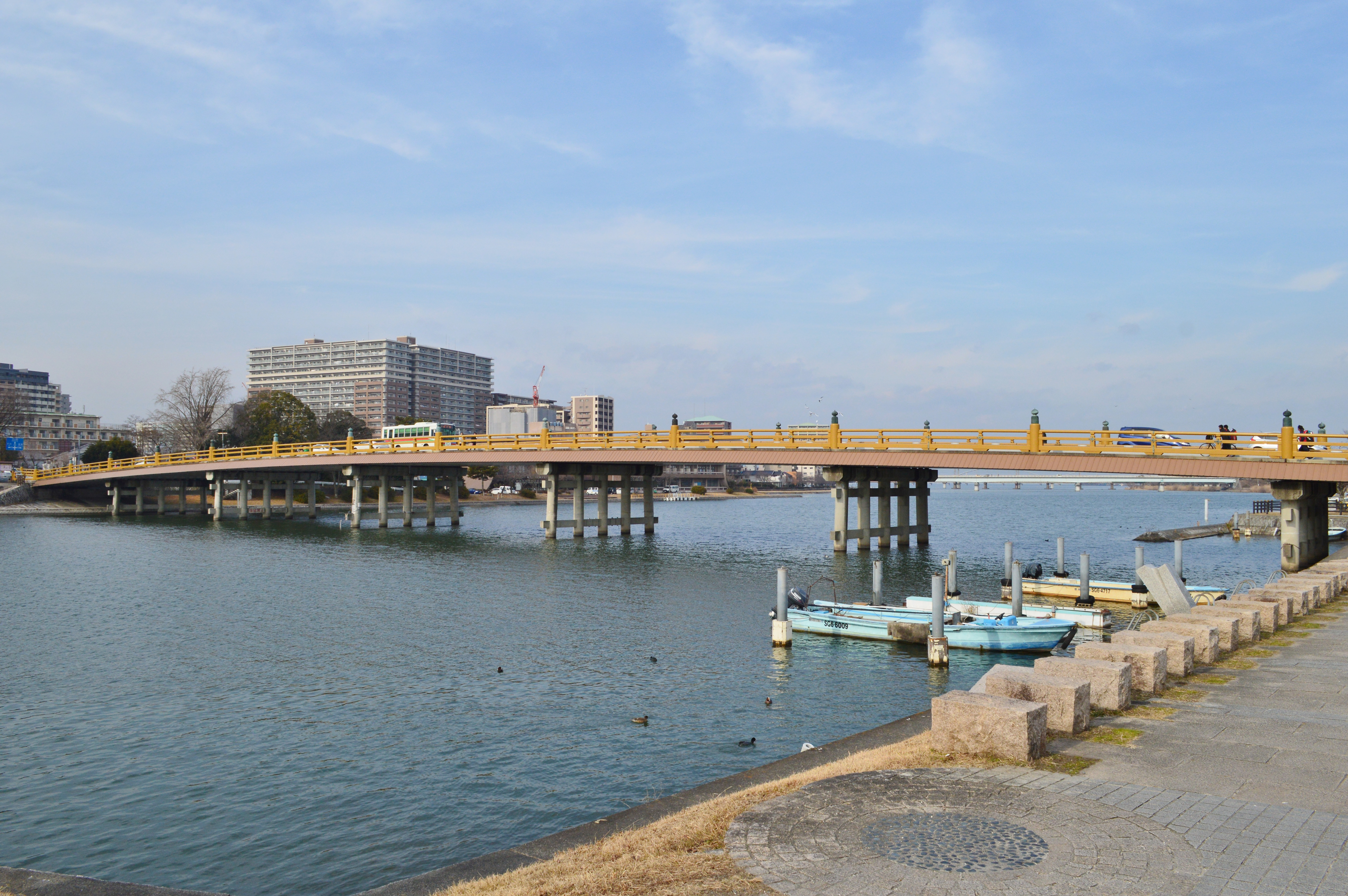
瀨田的唐橋
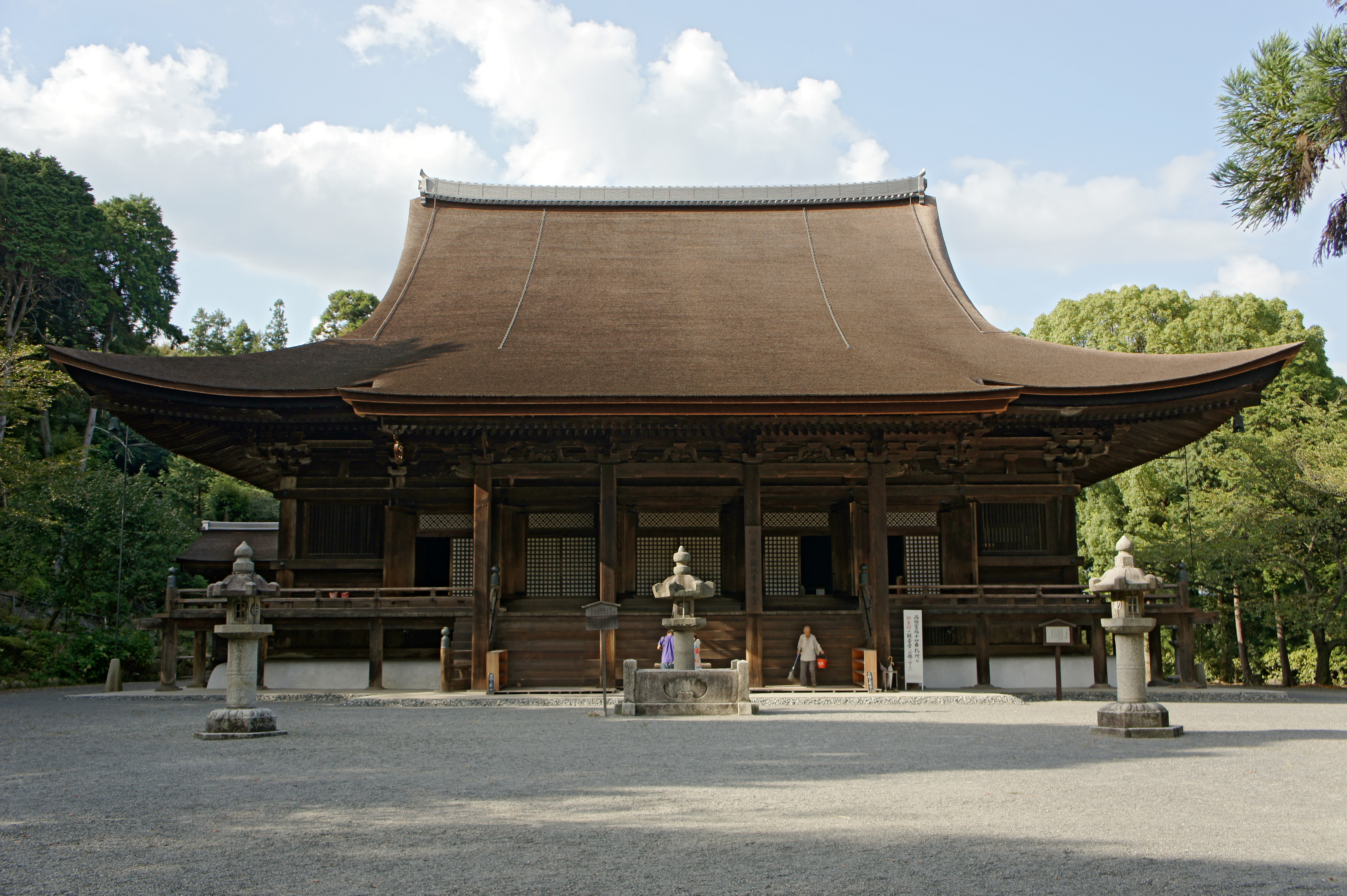
園城寺金堂
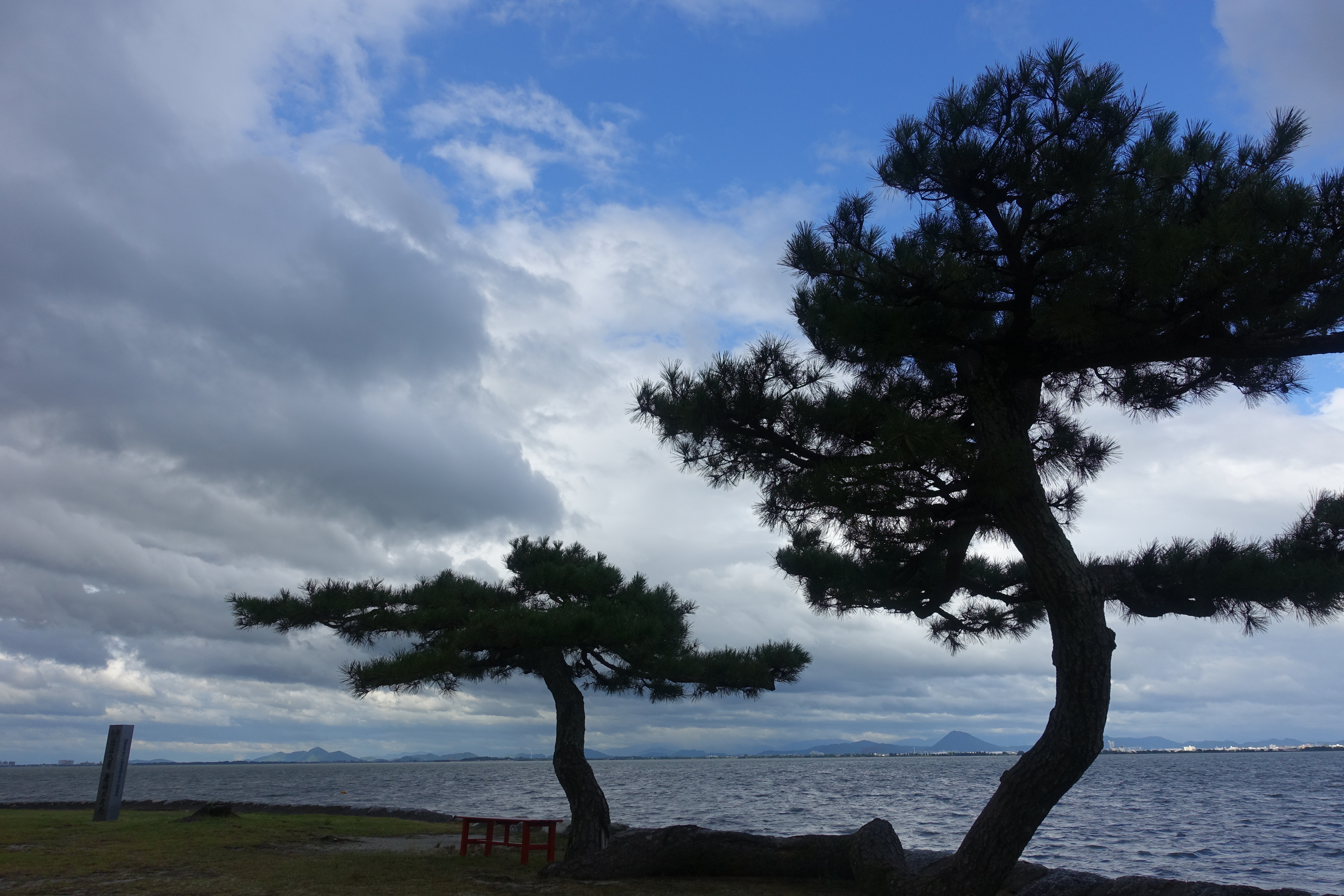
唐崎神社位於琵琶湖岸邊的松樹
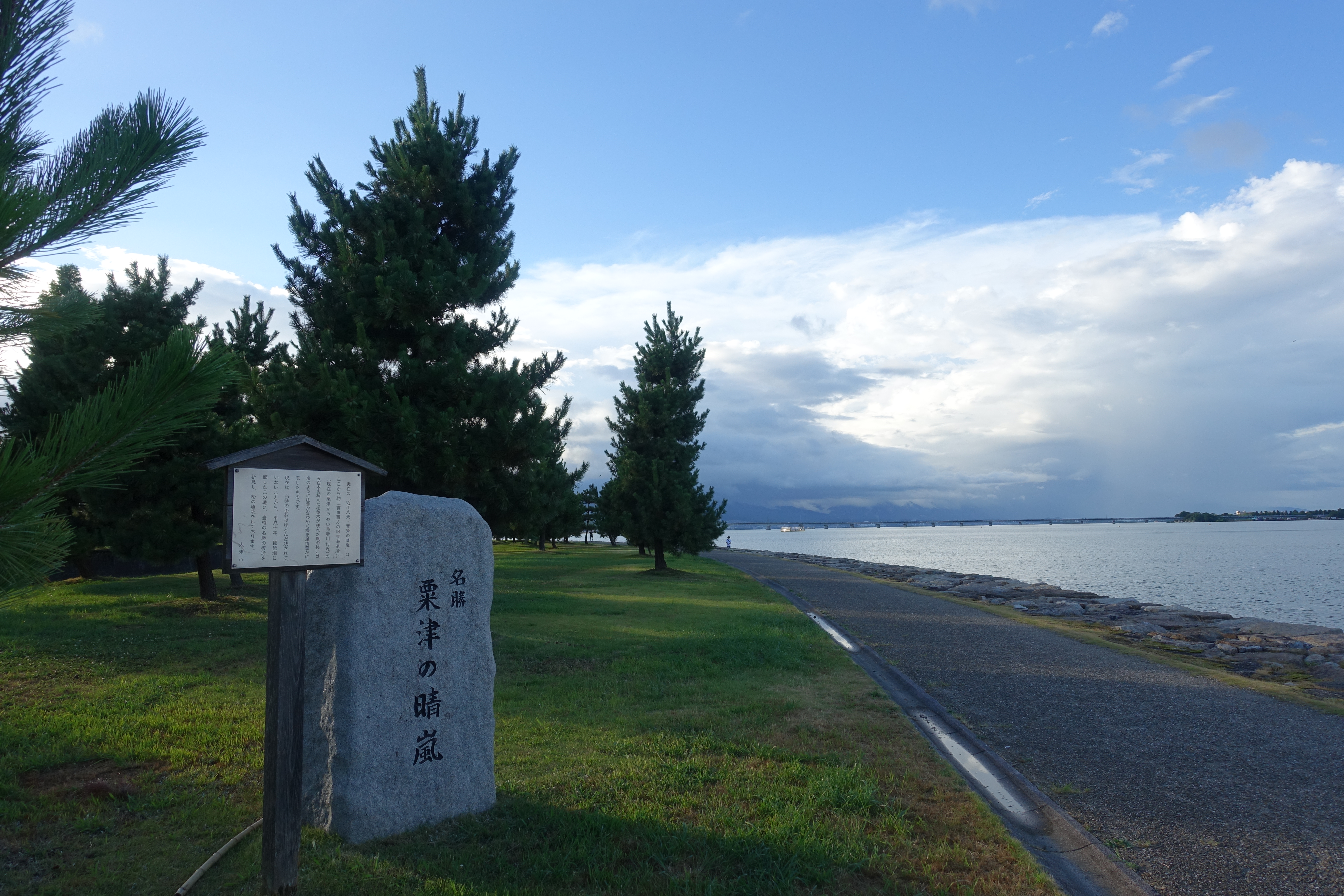
位於大津湖岸渚公園的粟津晴嵐碑
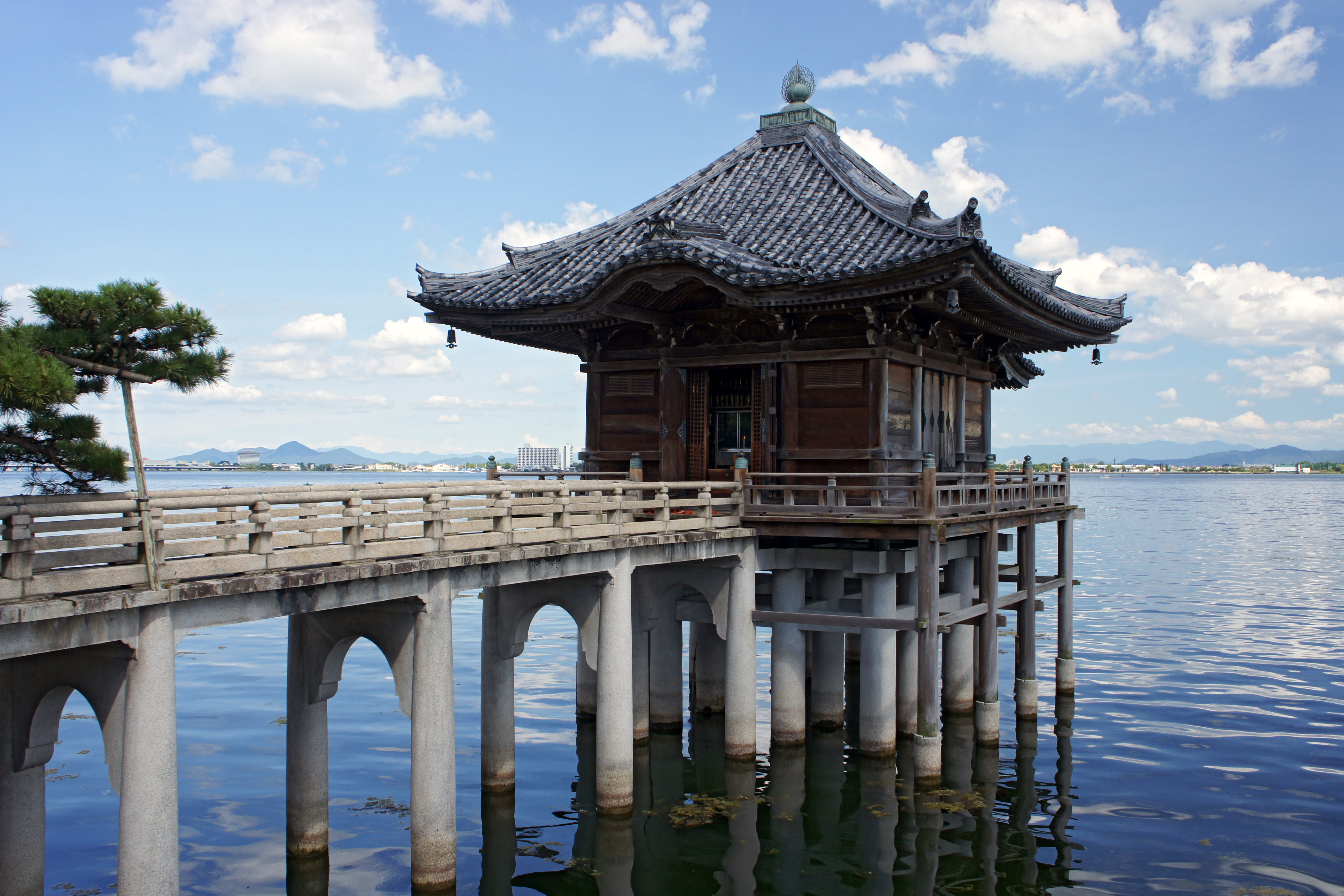
滿月寺浮御堂
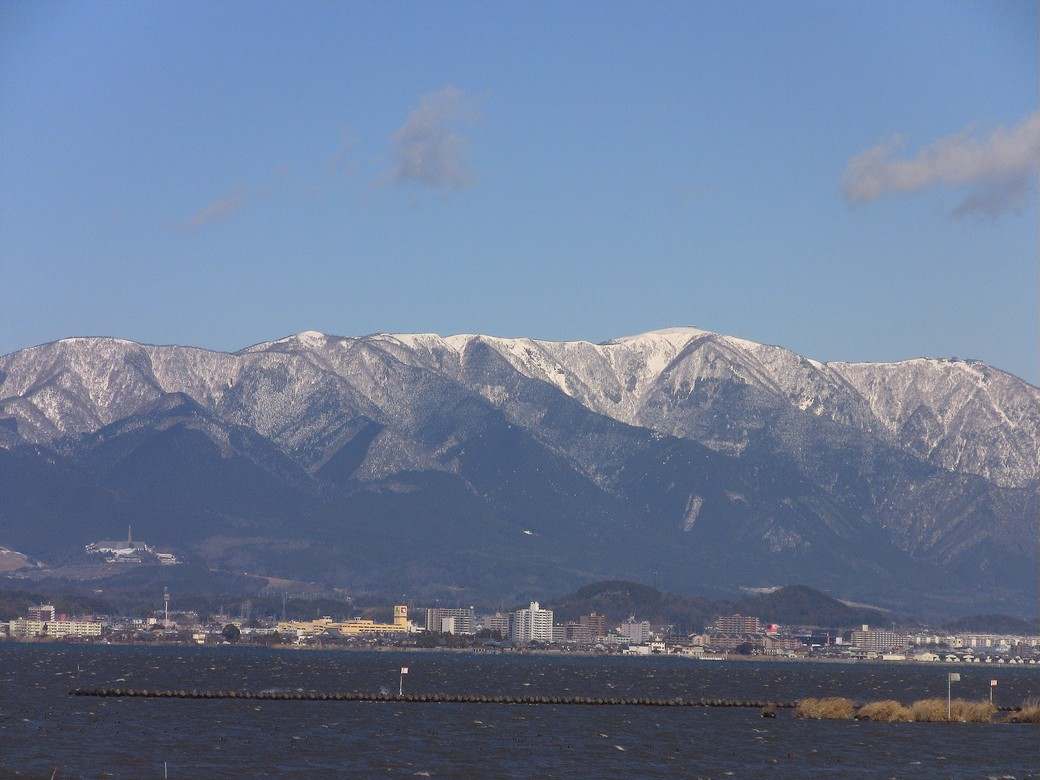
被白雪覆蓋的比良山地
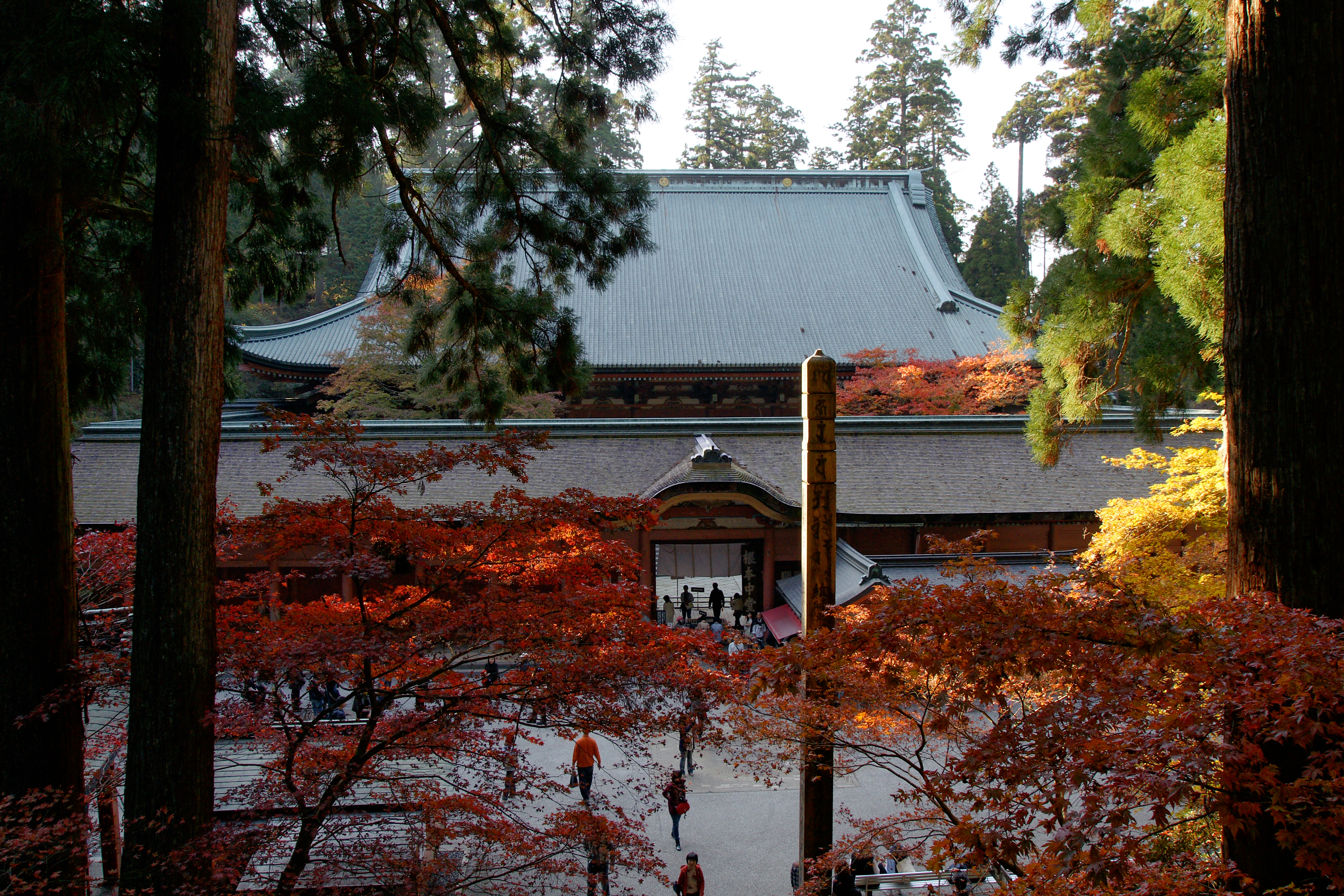
延暦寺 根本中堂
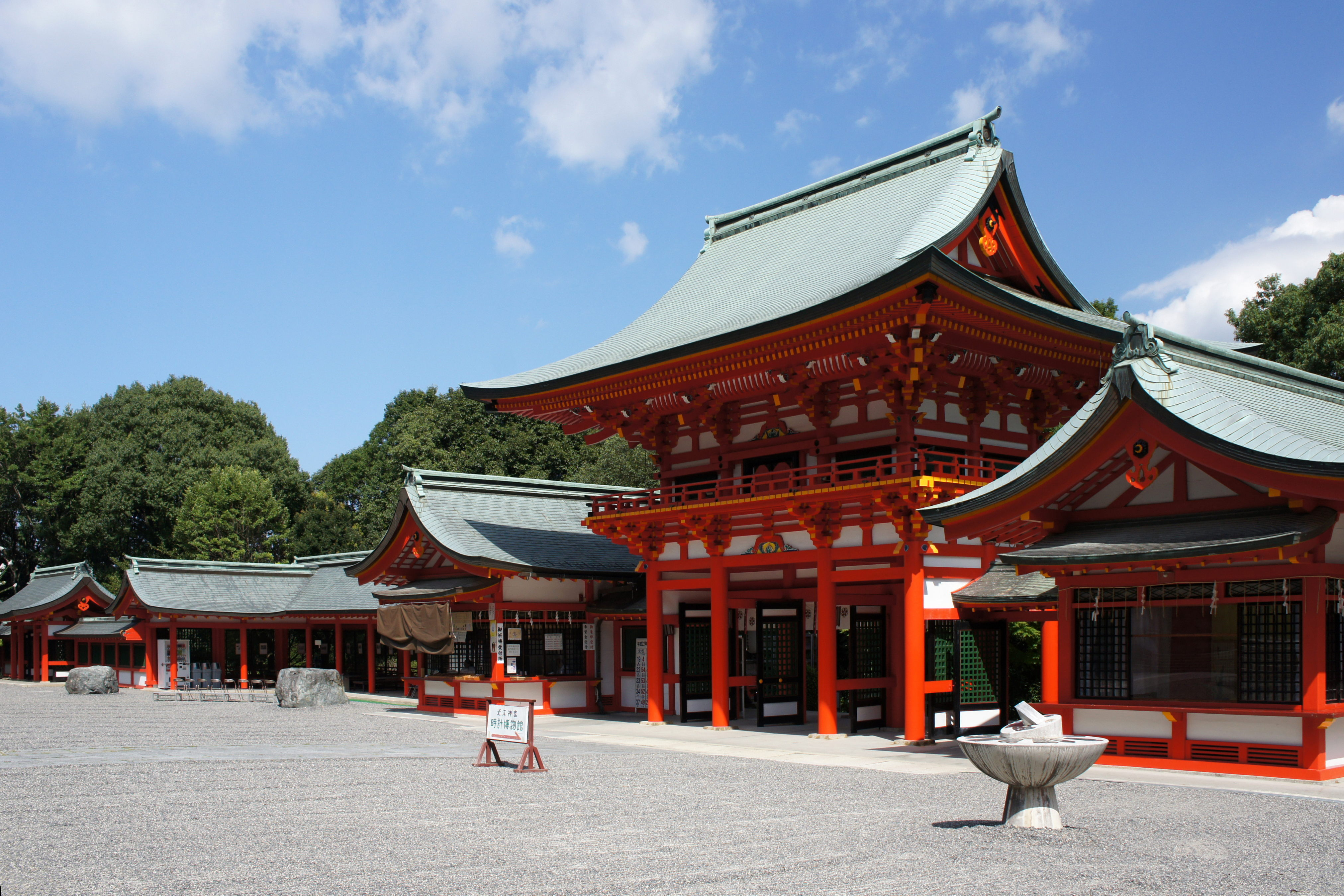
近江神宮

## 教育
在大津市內的高等教育學校有滋賀醫科大學、成安造形大學、枇杷湖成蹊體育大學、滋賀短期大學。
滋賀醫科大學是滋賀縣內唯一的醫科大學，其校區位於大津市與草津市的交界處，學校的附屬醫院則位於草津市的一側。成安造形大學前身為1920年成立的成安裁縫學校，現在是以藝術領域為主，開授包括美術、設計類的學科。杷湖成蹊體育大學則是以體育為主要學科，屬於學校法人大阪成蹊學園旗下的學校。
此外在市內也有滋賀大學由教育學部使用的大津校區、大谷大學的體育訓練場地湖西校區、龍谷大學瀨田校區；京都大學在此也設有生態學研究中心。

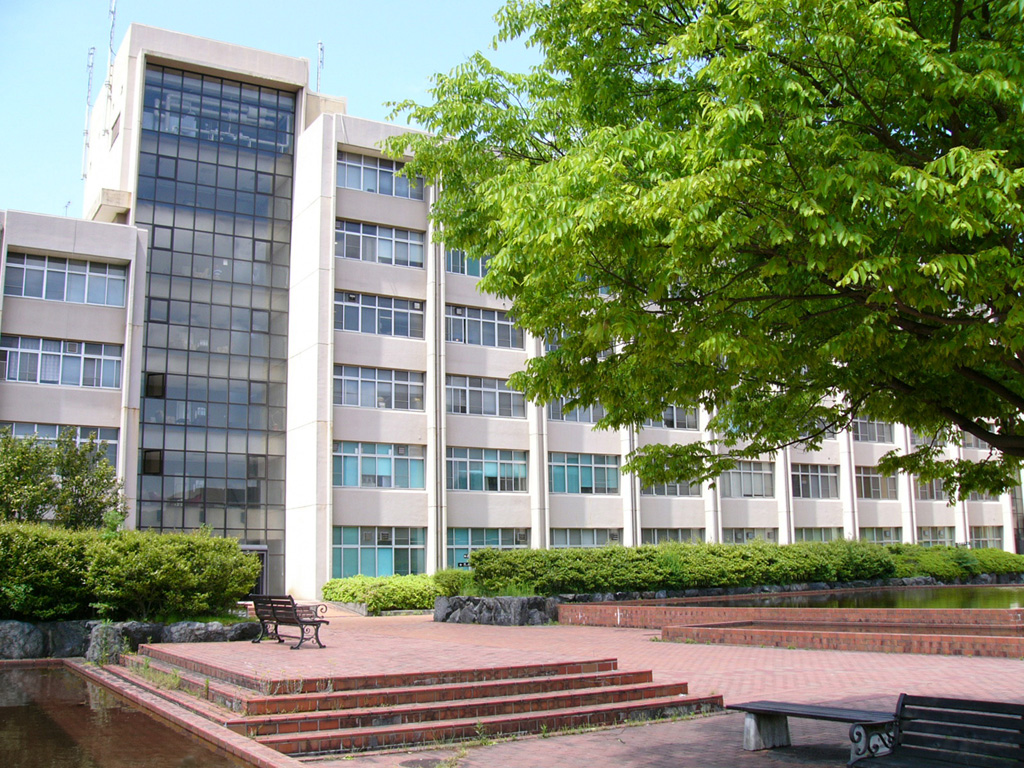
滋賀醫科大學
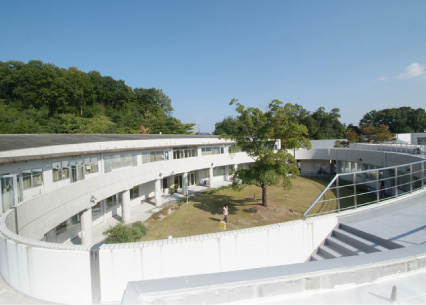
成安造形大學
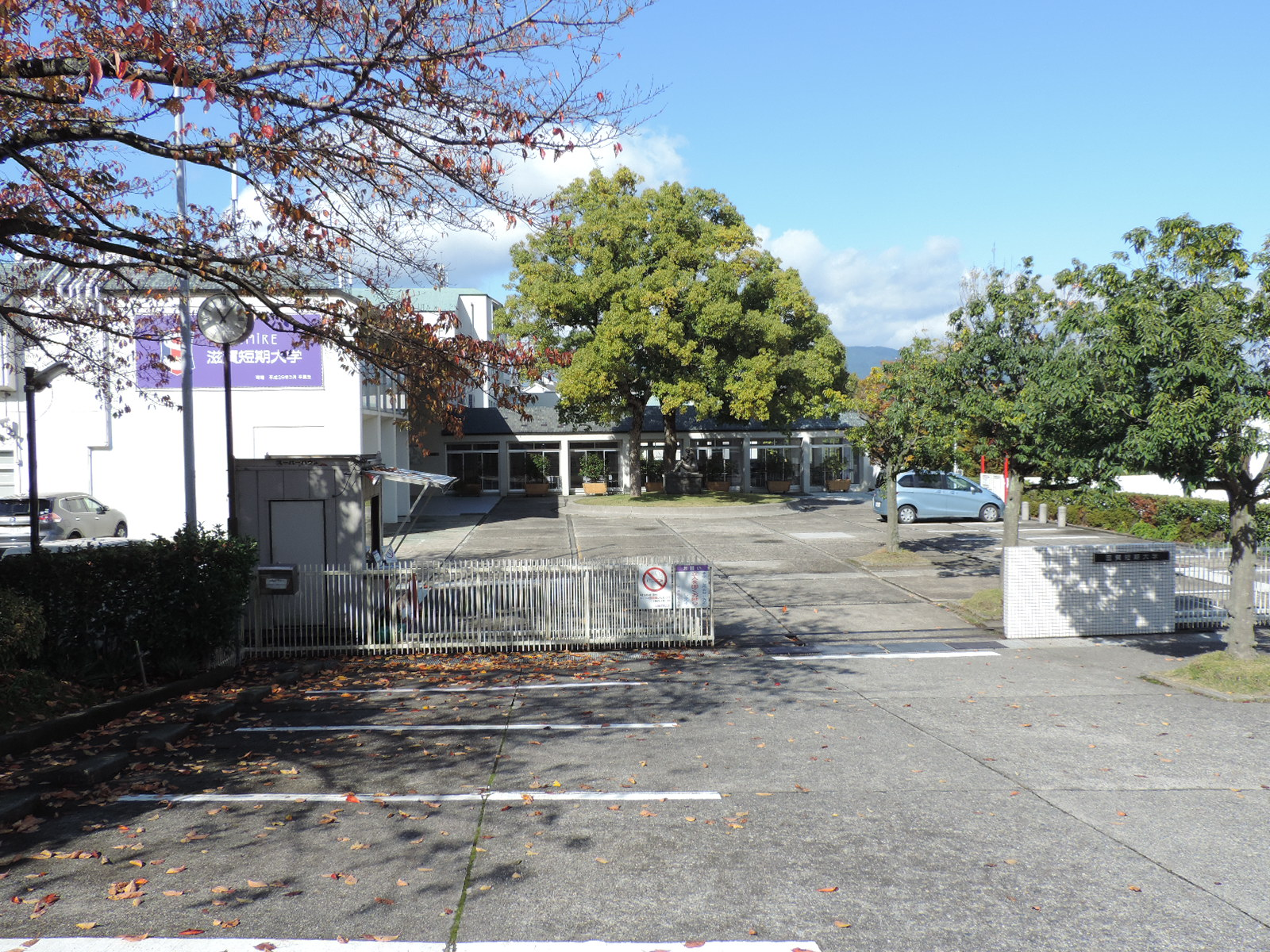
滋賀短期大學
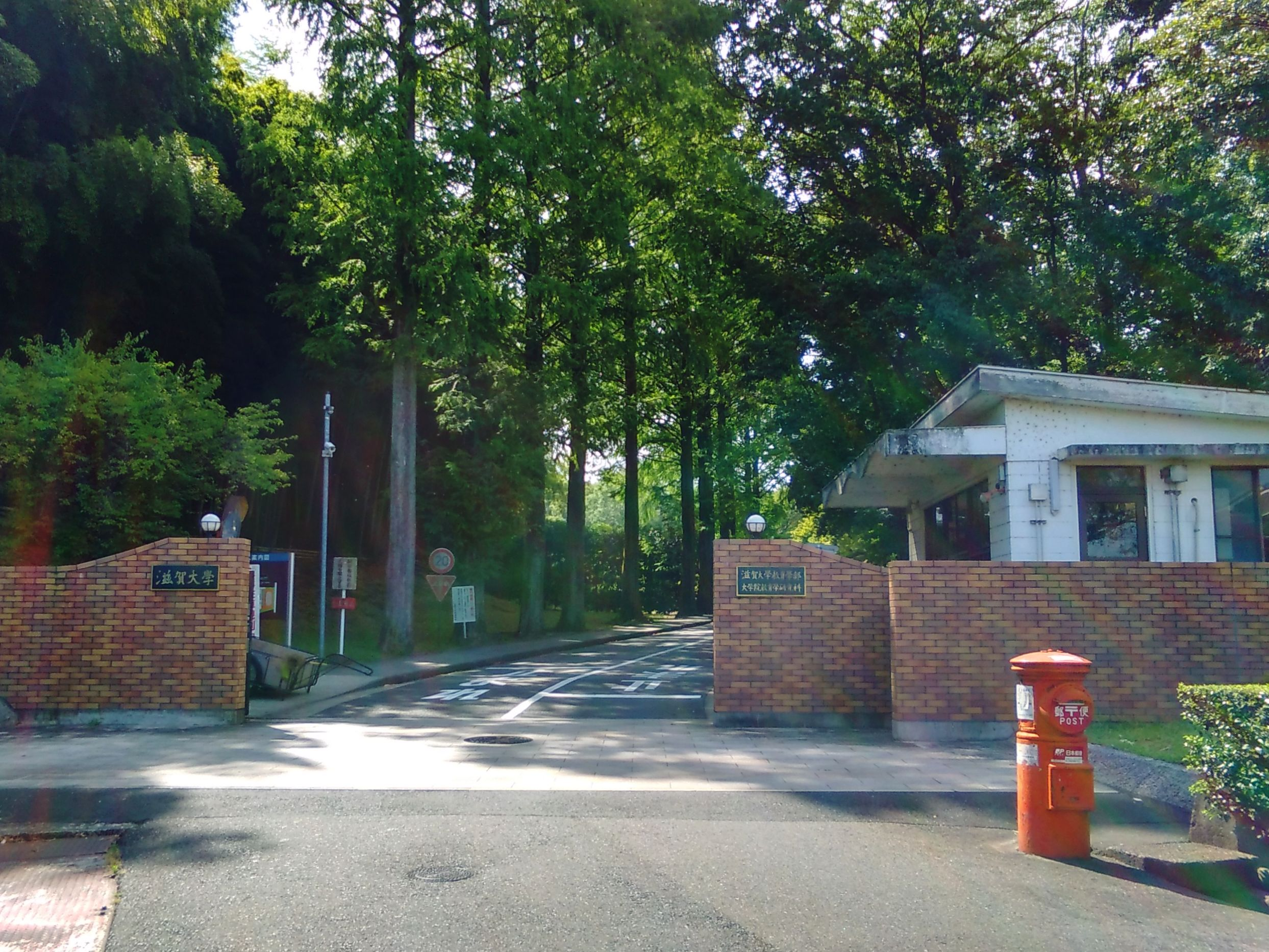
滋賀大學大津校區

## 姊妹、友好城市

### 海外
- 兰辛（美國密歇根州）
兩地於1969年10月1日締結為姊妹都市。
- 因特拉肯（瑞士伯恩州）
兩地於1978年10月1日締結為姊妹都市。
- 维尔茨堡（德國巴伐利亚下弗兰肯行政区）
兩地於1979年2月13日締結為姊妹都市。
- 牡丹江市（中國黑龍江省）
兩地於1984年12月3日締結為姊妹都市。
- 龟尾市（韓國庆尚北道）
兩地於1990年4月12日締結為姊妹都市。

## 本地出身之名人
- 川崎恭治：物理學家，波茲曼獎得主。
- 登勢：幕末時期寺田屋的女老闆。
- 小野妹子：飛鳥時代的政治家、外交家，遣隋使。
- 木內石亭：江戶時代的考古學家。
- 小野川喜三郎 :江戶時代大相撲力士、第五代橫綱
- 最澄：平安時代僧人、日本天台宗的開創者。